# Cristiandad occidental
Cristiandad occidental, cristianismo occidental o Iglesias occidentales son denominaciones con las que se designa a la parte de la cristiandad, del cristianismo o a las Iglesias (conceptos no estrictamente equivalentes) que se desarrollaron desde el cristianismo primitivo en las regiones del Imperio romano de Occidente, en la órbita cultural de lengua latina (también se habla de cristiandad latina). Todas estas expresiones se utilizan habitualmente en oposición a los conceptos de cristiandad griega, cristiandad oriental, cristianismo oriental o Iglesias orientales

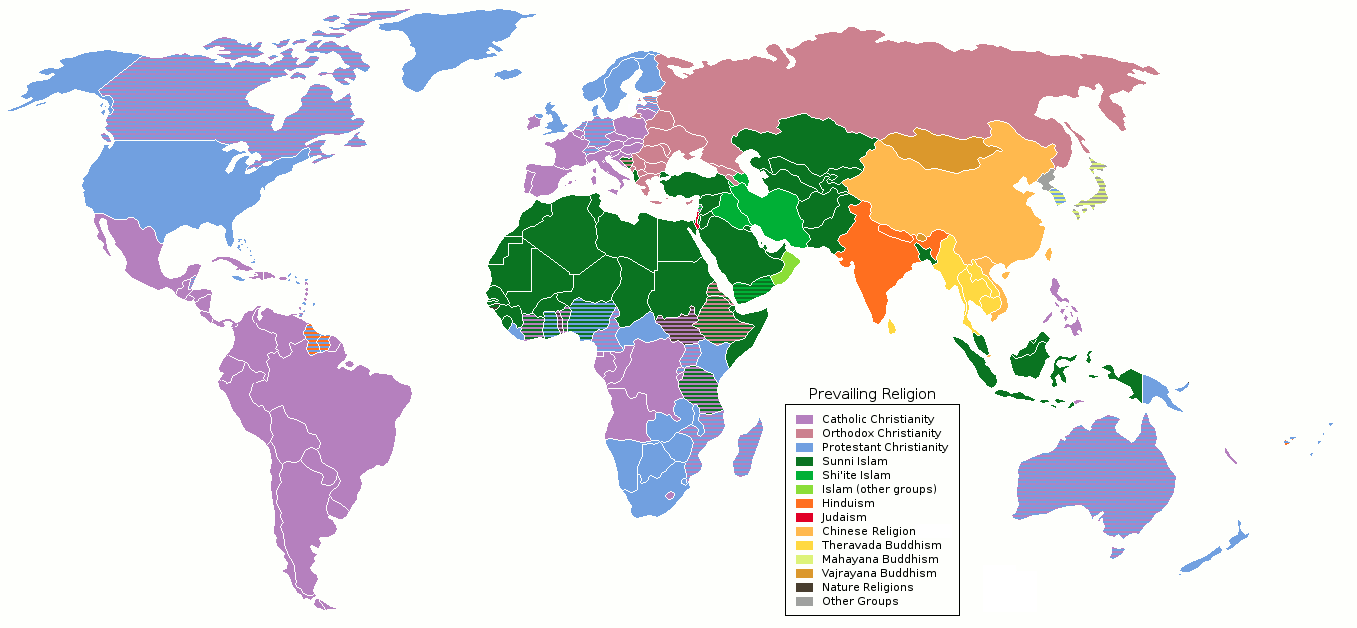
Cristiandad occidental (en violeta la católica y en azul la protestante) y cristiandad oriental (en rosa).

Entre todos los autores de la patrística, la mayor parte de los cuales fueron "orientales", ocho recibieron el título de "doctor de la Iglesia", cuatro "de la Iglesia occidental" y otros cuatro "de la Iglesia oriental".

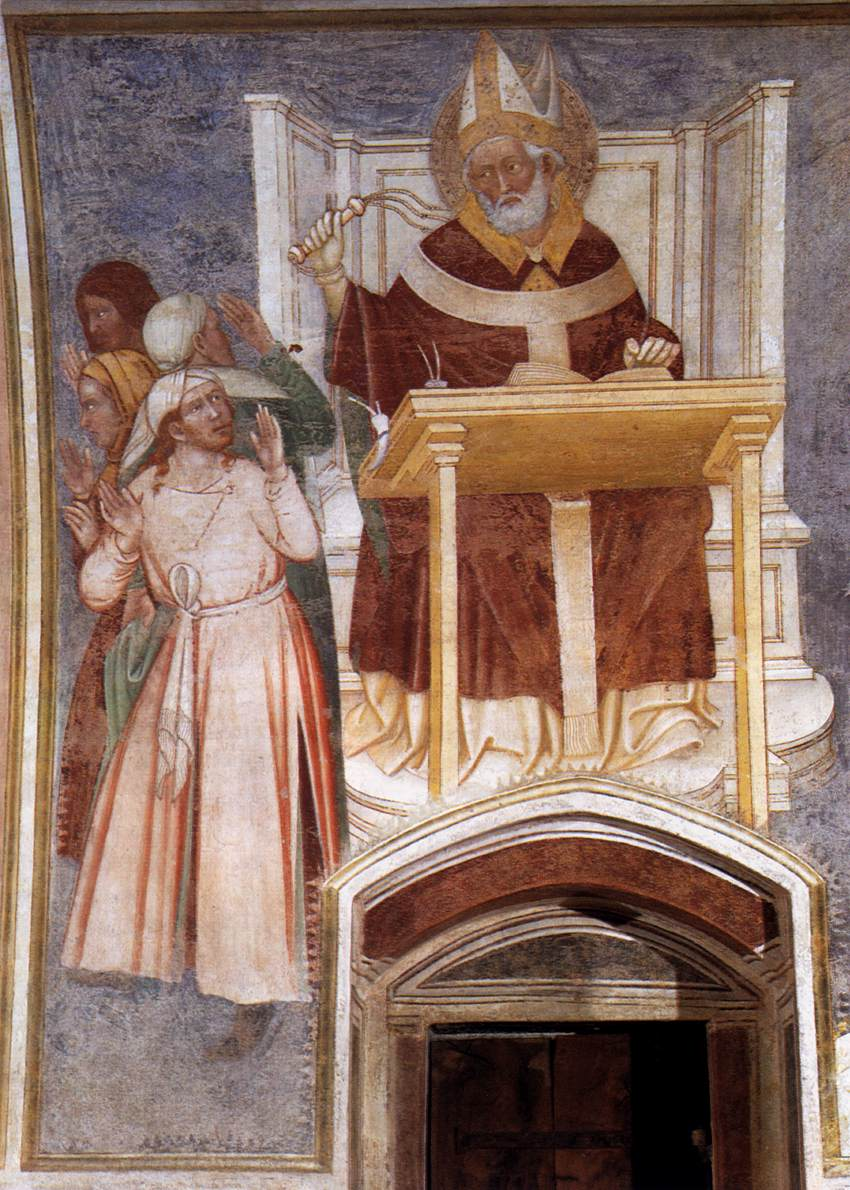
Ambrosio de Milán.
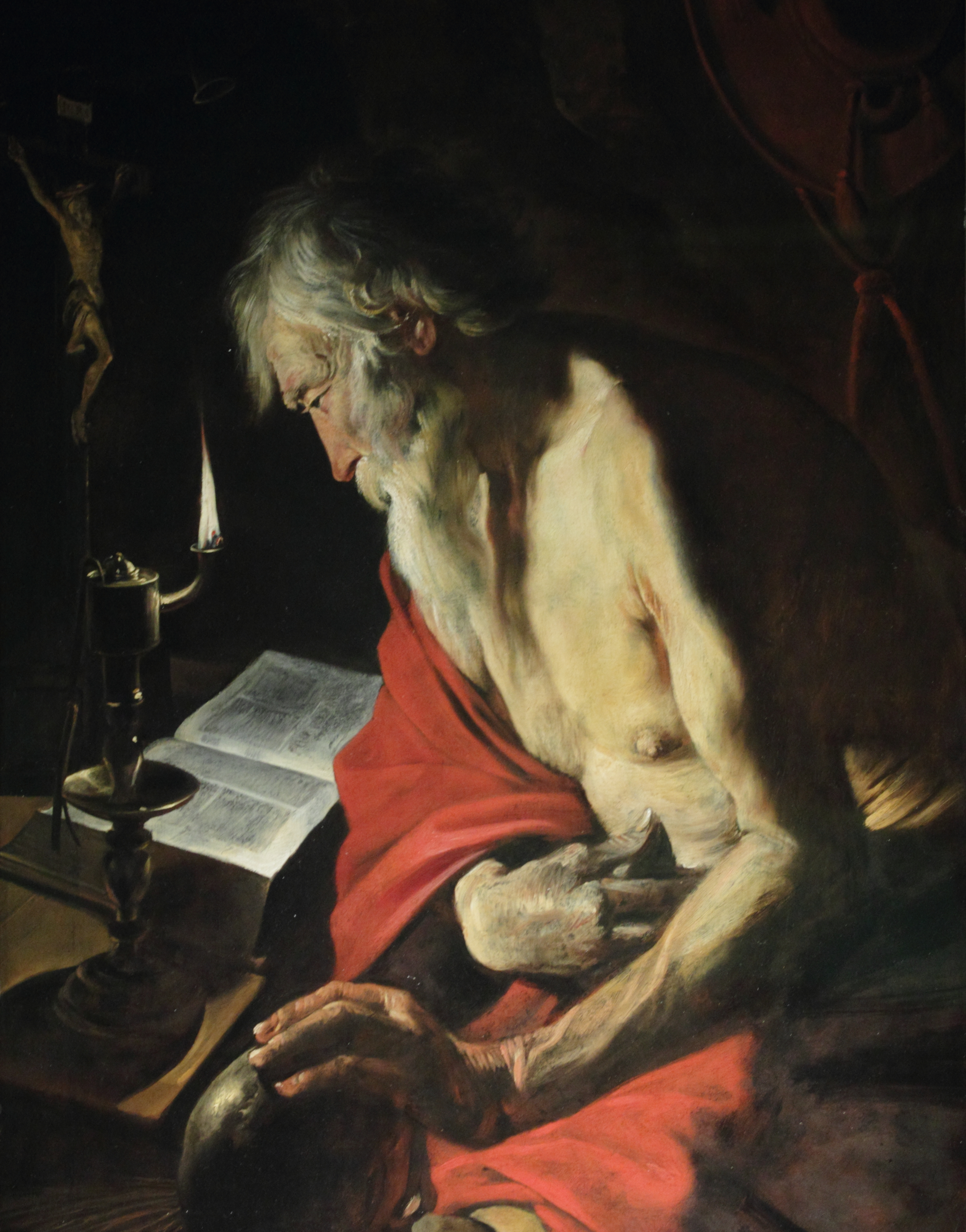
Jerónimo de Estridón.
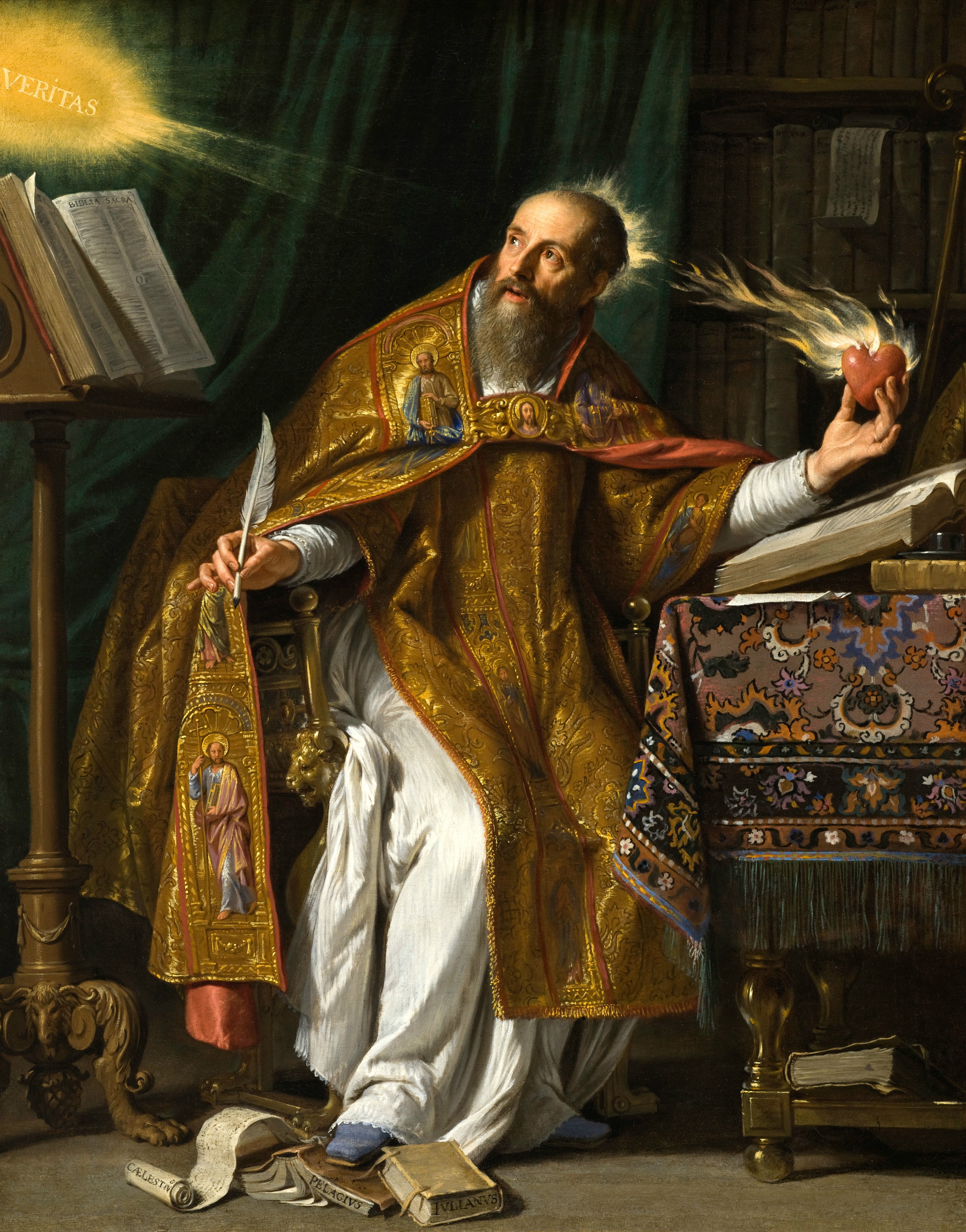
Agustín de Hipona.
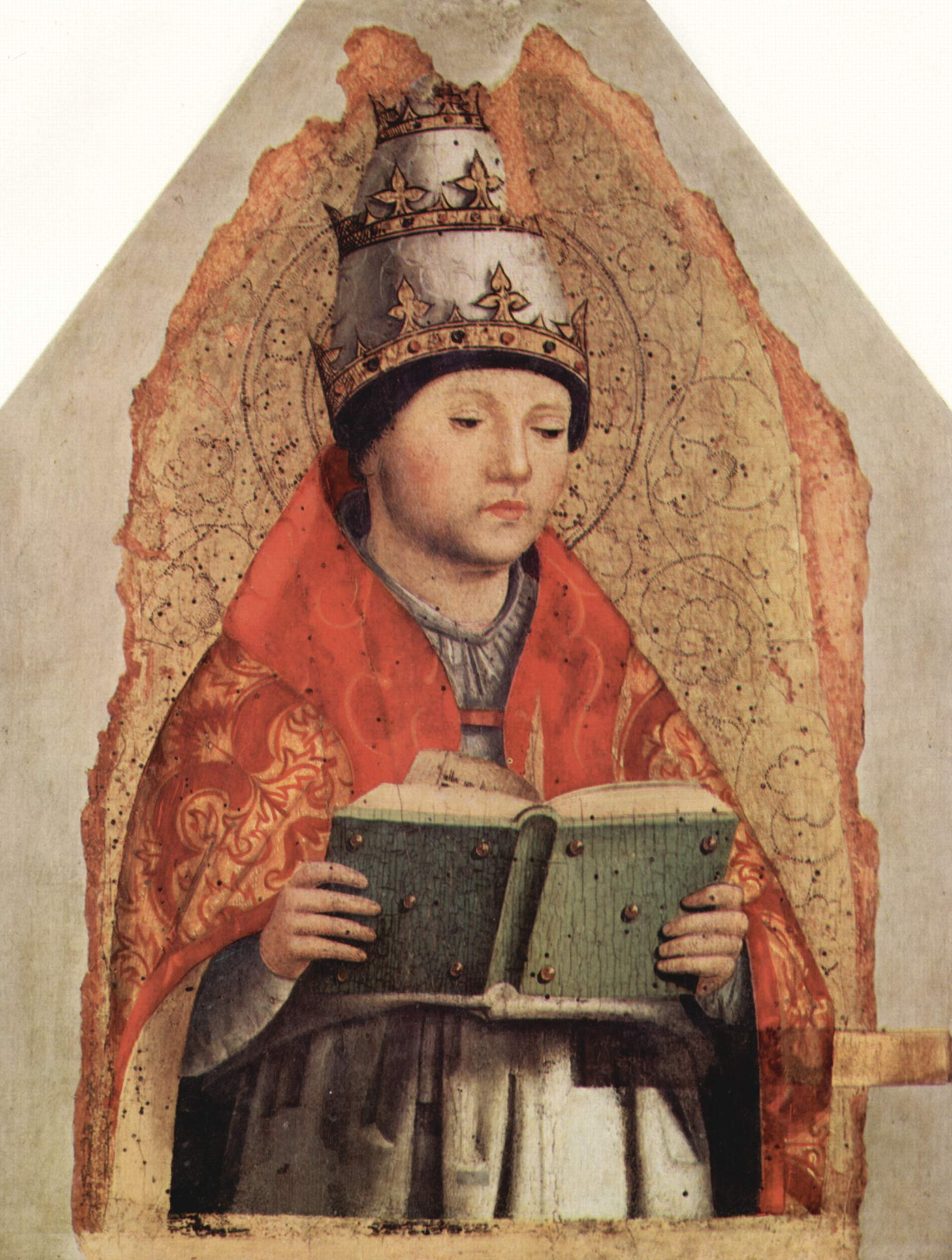
Gregorio Magno.

La ruptura entre la cristiandad occidental y oriental, o cisma de Oriente, se expresó en sutiles puntos teológicos (como el filioque) o tradiciones litúrgicas (el tipo de pan de la comunión —ázimo o con levadura—, la fecha de la Pascua, o la utilización de imaginería escultórica además de los iconos), pero fundamentalmente en el reconocimiento o no de las consecuencias jerárquicas del primado de San Pedro.

## Alta y Plena Edad Media

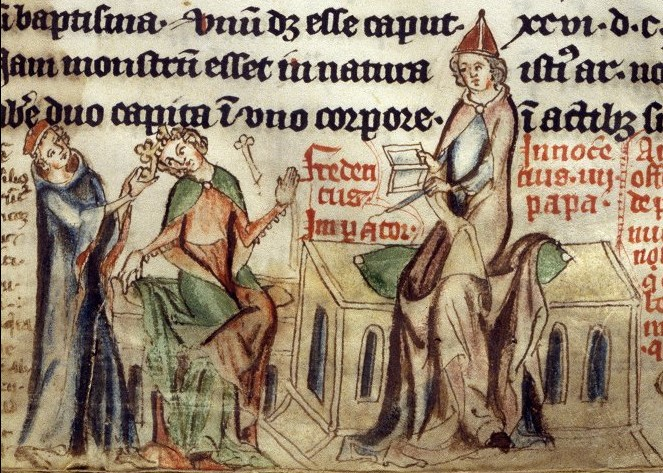
Excomunión del emperador Federico II Hohenstaufen por el papa Inocencio IV.

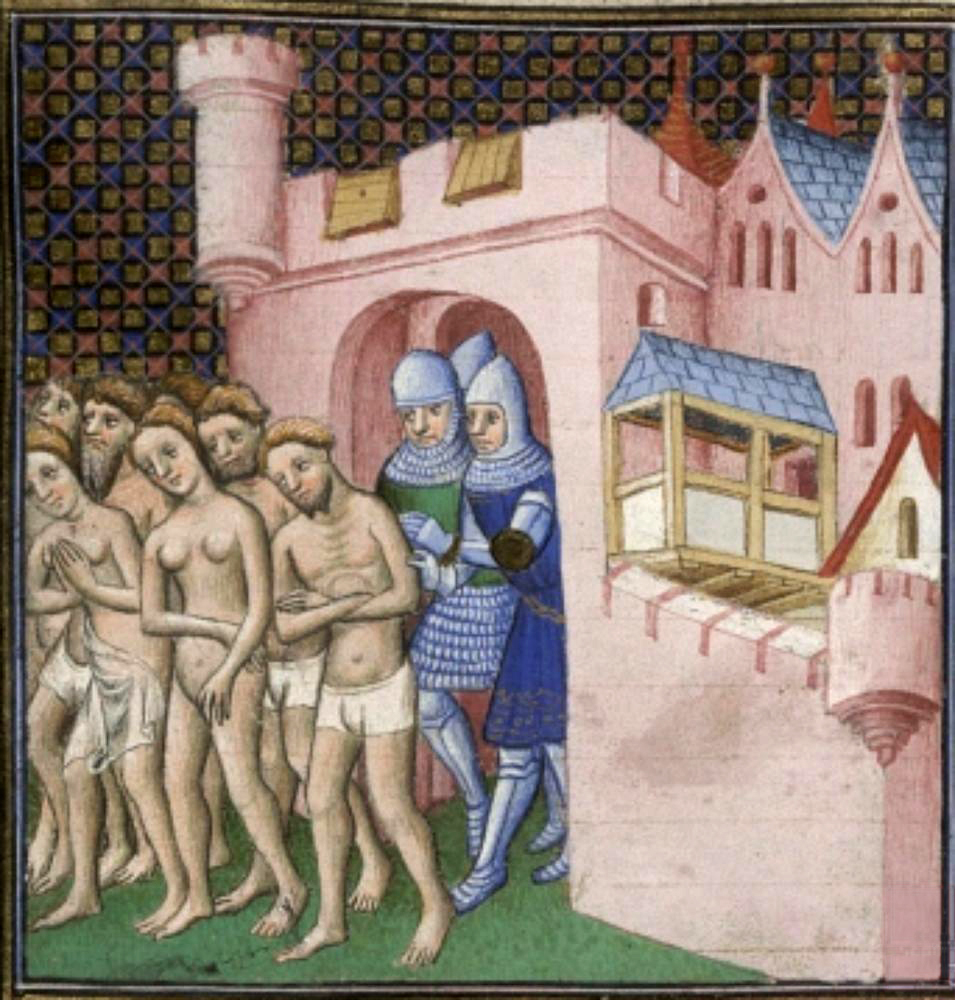
Cátaros expulsados de Carcasona en 1209.

### Evolución geográfica
Los diferentes horizontes de la Cristiandad latina heredaron aproximadamente en su infancia los del desaparecido Imperio carolingio y los de la isla de Irlanda. En adelante, esta civilización iría paulatinamente ampliando sus horizontes hacia el sur, hacia el norte y hacia el este conforme fue adquiriendo desde dentro suficiente fuerza y cohesión (siglos XI y XII) para acometer y asimilar dicha expansión de forma sólida. La difusión del cristianismo pudo bien ser un indicador de esta expansión.
A finales del siglo X, el territorio al noroeste del Elba seguiría siendo un peligro para la Cristiandad, aunque más «obvio e impredecible» sería el peligro de los mares del Báltico y del Norte. Presumiblemente, Alemania lideró y se responsabilizó de gran parte de la expansión durante el siglo XI por este peligroso noroeste, apareciendo así nuevos reinos cristianos: Dinamarca, Noruega, Suecia, Polonia, Bohemia y Hungría. La iniciativa alemana, que habría encontrado respaldo en el papado y se habría visto favorecida por un ambiente de cooperación entre los líderes cristianos, encontraría en estos factores de consenso el origen exitoso de su empresa. En adelante, los antes temidos normandos ayudarían a seguir ampliando las fronteras de la Cristiandad entre los siglos XI y XII, forjando desde Francia, Inglaterra, el sur de Italia o Palestina (con su participación en las Cruzadas) los nuevos límites de la civilización latina. Las propias Cruzadas ayudarían a seguir ampliando los horizontes reales e imaginarios hacia la Jerusalén terrestre y celestial, además de ofrecer el nuevo límite de un mundo que todavía no estaba convertido al cristianismo. A partir del siglo XII, se vislumbrarían las tierras del Padre Juan y con ellas un nuevo horizonte desconocido. El contacto de exploradores con comunidades cristianas en el lejano Oriente, cuya existencia ya se creía anteriormente, abriría finalmente este horizonte a la Cristiandad a lo largo del siglo XIII.
Bizancio conformaría otra frontera, que establecía en el siglo X el horizonte de la Cristiandad latina en Venecia y el Adriático. El Imperio bizantino se podría haber percibido como una entidad misteriosa a ojos occidentales y habría despertado diversos sentimientos (envidia, odio y malicia entre otros). Con la IV Cruzada esta situación se vería alterada y los horizontes finalmente se abrirían hasta las costas del mar Negro. Ello consumó la sumisión de la Iglesia bizantina a la de Roma, y una mayor apertura del comercio con el este. En definitiva, la toma de la ciudad en 1204 trajo de la mano una nueva expansión geográfica de la Cristiandad latina. Sin embargo, estas nuevas fronteras conllevaban la responsabilidad de defenderse de los peligros que hasta ahora el Imperio bizantino había absorbido y que no habían sido percibidos aún por la Cristiandad occidental.
Paralelamente, la frontera con el Islam parece haber variado mucho durante la plenitud medieval de la Cristiandad latina y parece ser más compleja de definir que otras. El dominio mediterráneo mahometano sobre las islas de Mallorca, Córcega, Cerdeña, Sicilia y Malta constituiría un peligro inicial durante el siglo X. En el siglo XII el límite seguiría siendo impermeable, dado que el mundo musulmán ofrecería, para algunos ojos de Occidente, una visión pervertida y herética de la auténtica fe cristiana. En cambio, con la III Cruzada, el horizonte islámico parecía abrirse a la Cristiandad, al reconocer ésta la humanidad de algunos de sus pobladores, como Saladino. A pesar de todo ello, existieron durante estos siglos lazos diplomáticos, intercambios comerciales y contactos que ofrecieron las Cruzadas y las investigaciones intelectuales, y si bien el ambiente de tolerancia hacia el Islam no crecería, sí lo haría el horizonte de las ideas. Consecuentemente, podríamos trazar un límite con el Islam más abierto que el bizantino, más dúctil y permeable que constituiría, si bien no un horizonte rígido, un escenario de intercambio de influencias respetando las distancias culturales. 
Analizando la trayectoria en líneas generales, puede vislumbrarse que los abundantes peligros que rodearon a la Cristiandad latina en el siglo X serían asimilados conforme se fue propagando el cristianismo, que encontraría sin embargo dificultades para traspasar las barreras de otros territorios (Bizancio e Islam) donde se habían consolidado doctrinas o religiones diferentes que articulaban y diferenciaban a estas regiones. En consecuencia, el ámbito geográfico de la Cristiandad occidental a comienzos del siglo XIII comprendería aquel donde el cristianismo latino había echado raíces.

### Evolución ideológica
Durante la Edad Media, Bizancio no pudo imponer la unidad religiosa ni uniformizar las manifestaciones religiosas de su ámbito cultural de forma tan clara como pudo hacerlo el Papa en el suyo, donde no había ninguna otra sede patriarcal que discutiera el primado de San Pedro. La necesidad de traducir la Biblia al latín, dotó de un gran prestigio a la versión de San Jerónimo (Vulgata). La evangelización del norte y centro de Europa (conversión de los reinos germánicos, de los eslavos occidentales y de los húngaros) amplió el espacio en el que se ejercía la autoridad del Papa. Ésta se reforzó especialmente desde el siglo XI gracias a la reforma gregoriana, que fijó las funciones de clero secular y clero regular como estamento privilegiado de la sociedad feudal, estableciendo el celibato y una estructura eclesiástica jerárquica y centralizada. Trascendental fue el papel del monacato, basado en la regla de San Benito, que se extendió por toda Europa occidental gracias a los monjes irlandeses, el renacimiento carolingio, la reforma cluniacense y las peregrinaciones a Roma y Santiago (Camino de Santiago). El culto a las reliquias tuvo en la cristiandad latina de la Alta Edad Media el papel que las imágenes tuvieron en la oriental. Fue característico el enfrentamiento por el dominium mundi entre los dos poderes universales de Occidente (Papa y Emperador del Sacro Imperio Romano Germánico), desarrollándose conceptos ideológicos derivados del agustinismo político.

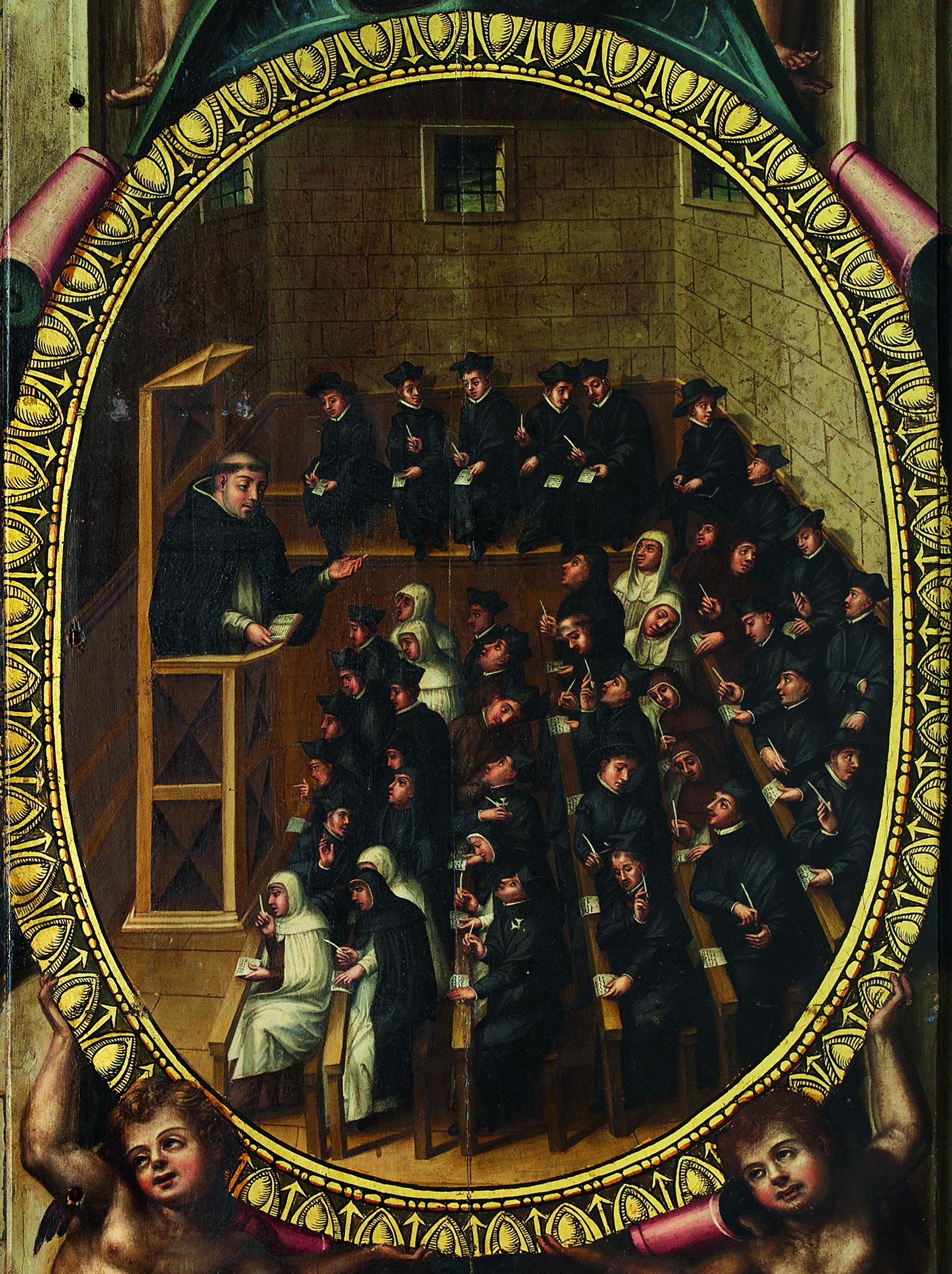
Bajo la Cristiandad medieval nacieron las primeras universidades, siendo la de Salamanca la primera en obtener ese título de Estudio General.

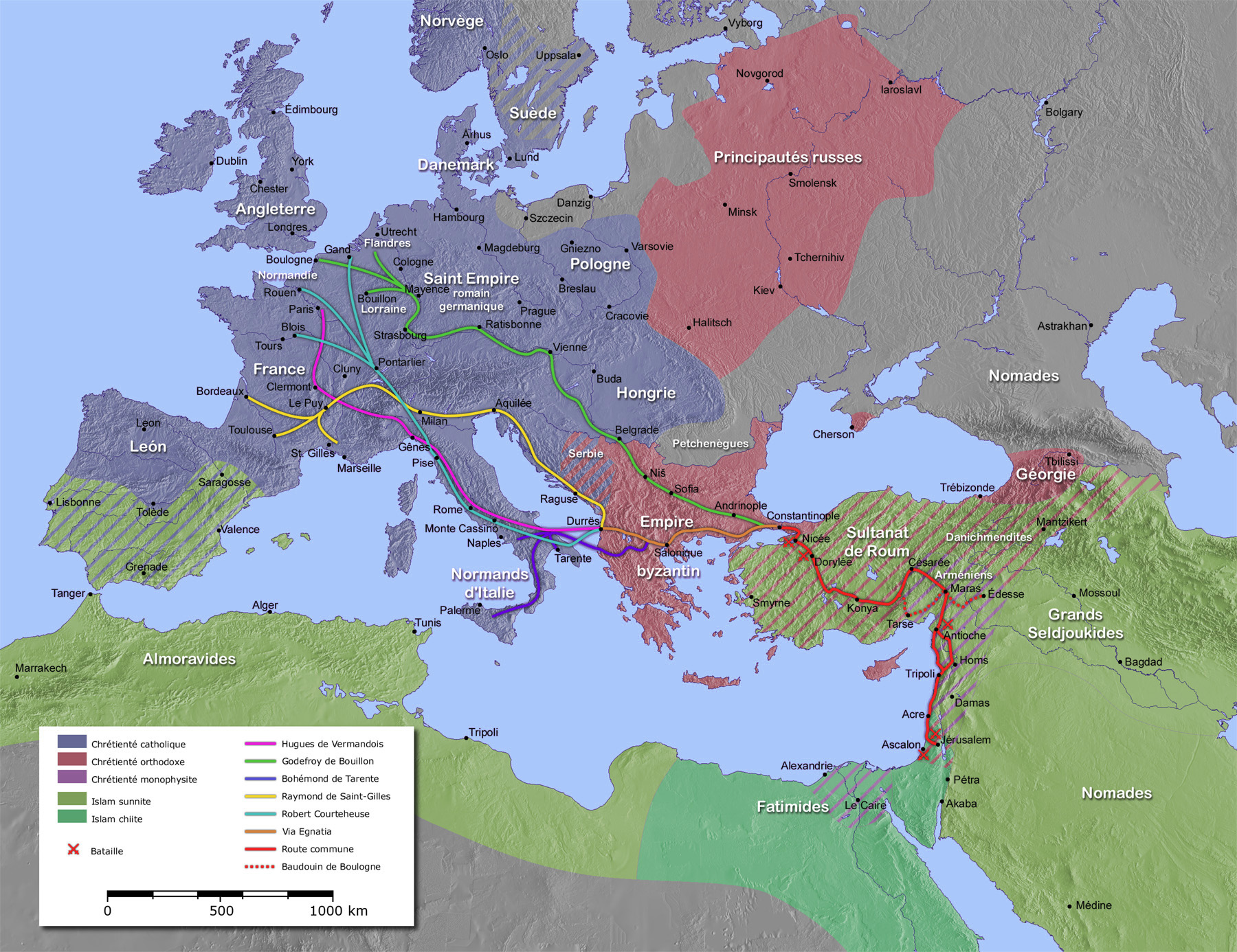
La cristiandad occidental (en azul) en la época de la Primera Cruzada (c. 1100).

Las Cruzadas impusieron la presencia de efímeros reinos latinos en Oriente; y en Occidente fijaron ideológicamente la figura social del miles Christi (caballero cristiano). En toda Europa occidental se mantuvo una significativa unidad cultural basada en la teología cristiana, el latín y la supervivencia de un fuerte sustrato de la civilización clásica greco-romana. A partir de las escuelas monásticas y catedralicias surgieron los studia generalia donde se desarrollaron las estructuras institucionales de la universidad medieval y las intelectuales de la escolástica. El cristianismo occidental de la Baja Edad Media recibió el impacto de las sucesivas reformas monásticas (cisterciense, cartuja, carmelita, premonstratense) y de algunos movimientos que la jerarquía consideró heréticos, surgidos principalmente entre la burguesía de las florecientes ciudades; donde también se establecieron los conventos de las órdenes mendicantes (dominicos, franciscanos, agustinos) y la inquisición.

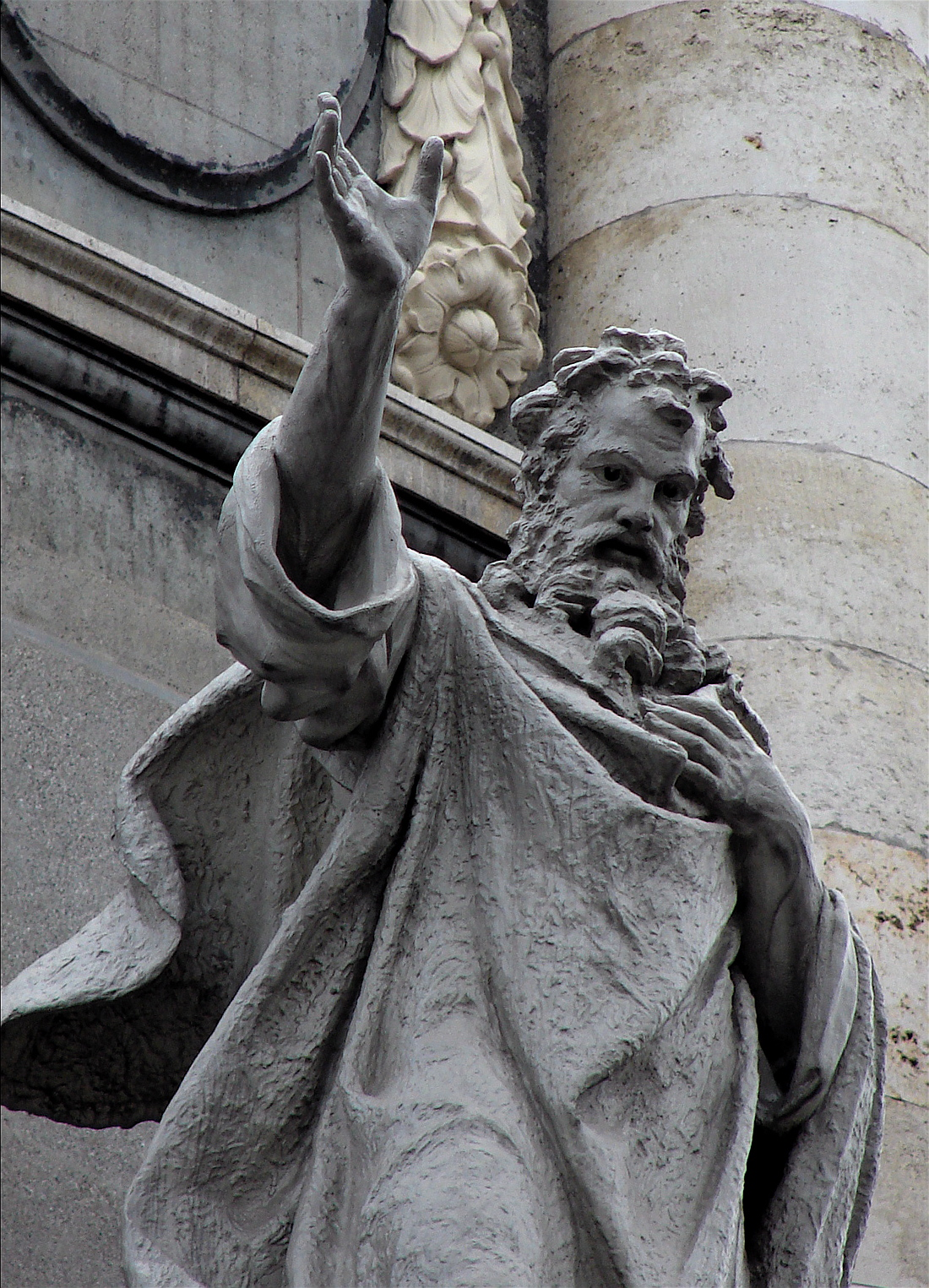
Ireneo de Lyon.
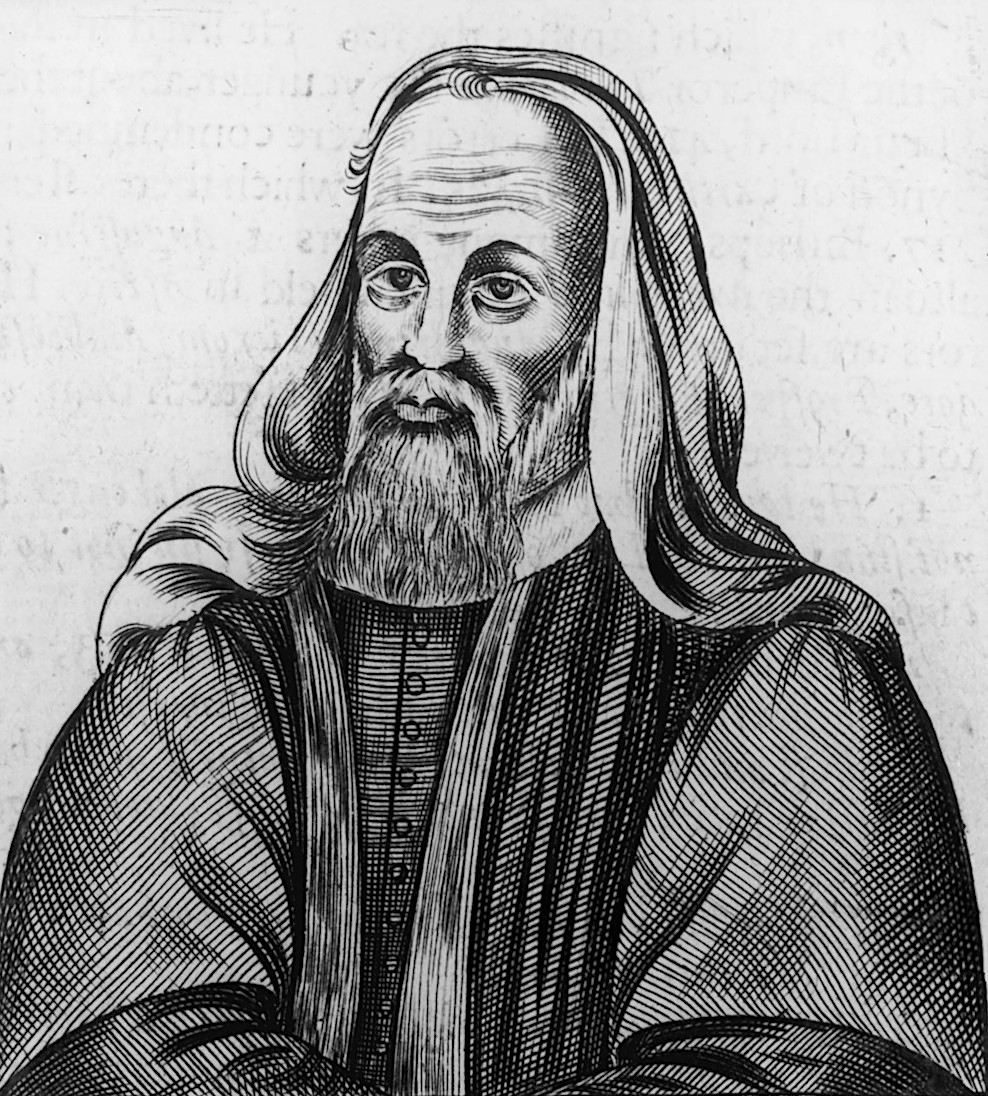
Pelagio, cuyas doctrinas fueron consideradas heréticas (pelagianismo).
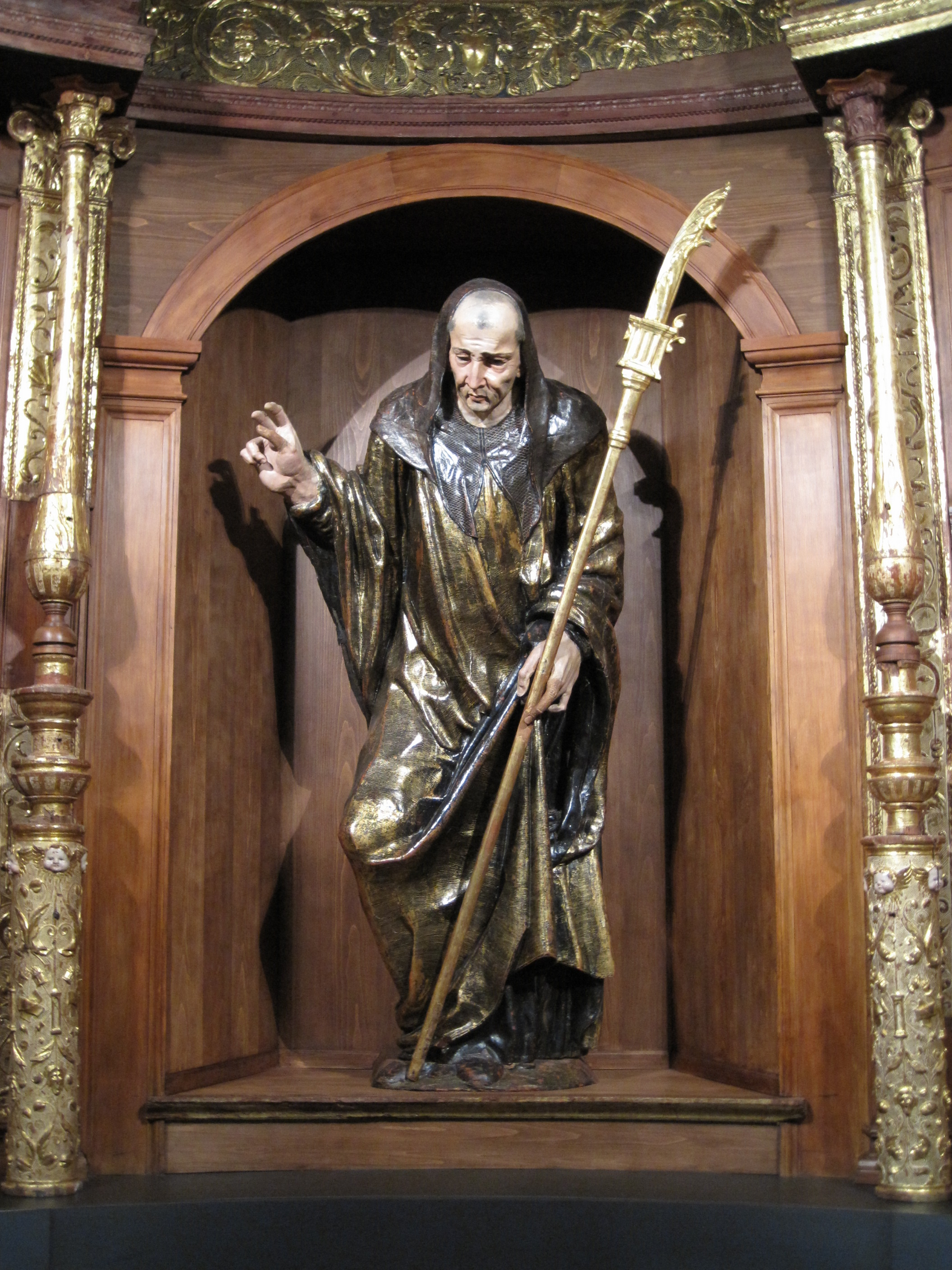
Benito de Nursia, fundador del monacato occidental.
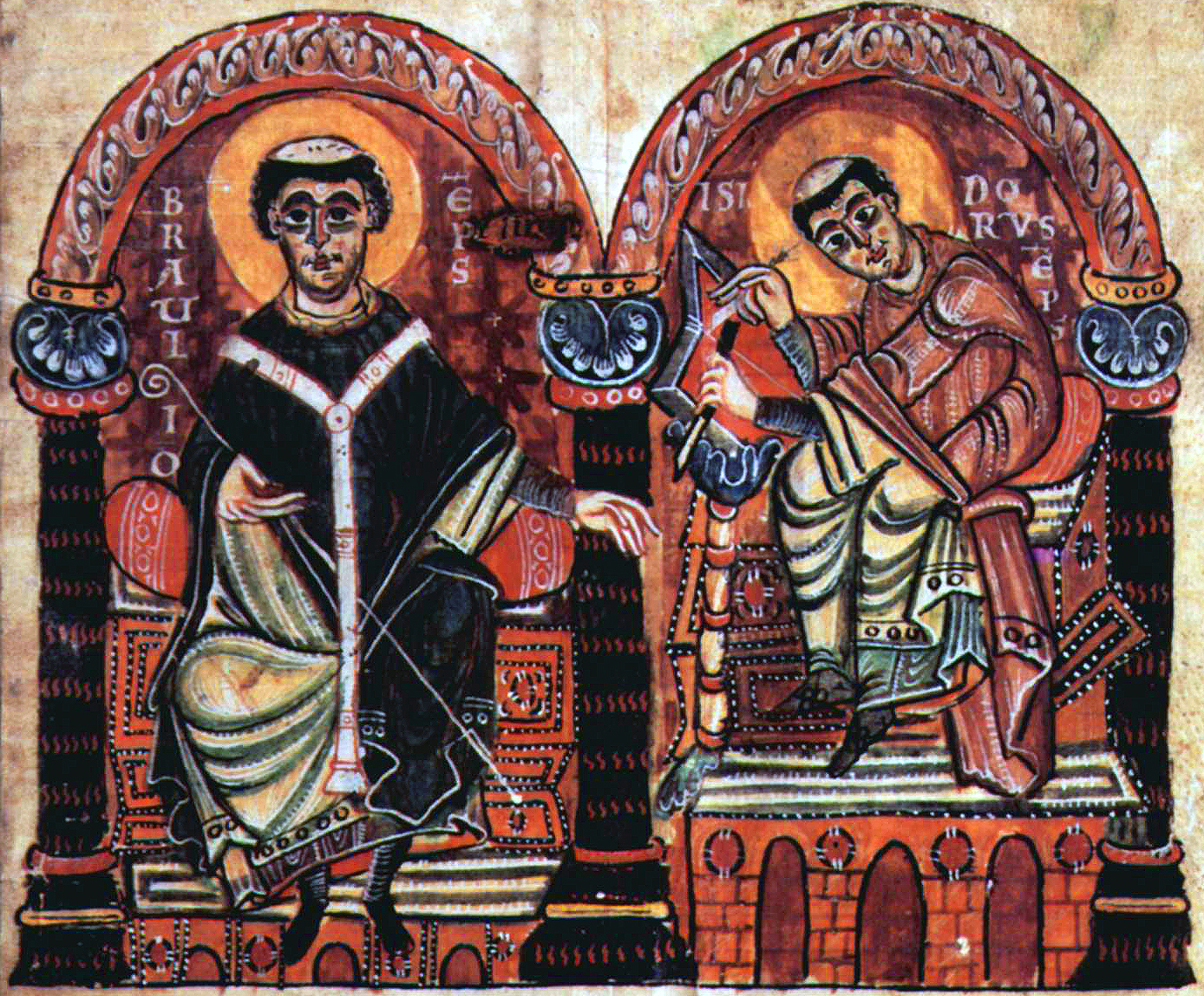
Braulio de Zaragoza e Isidoro de Sevilla, que protagonizaron el renacimiento visigodo.
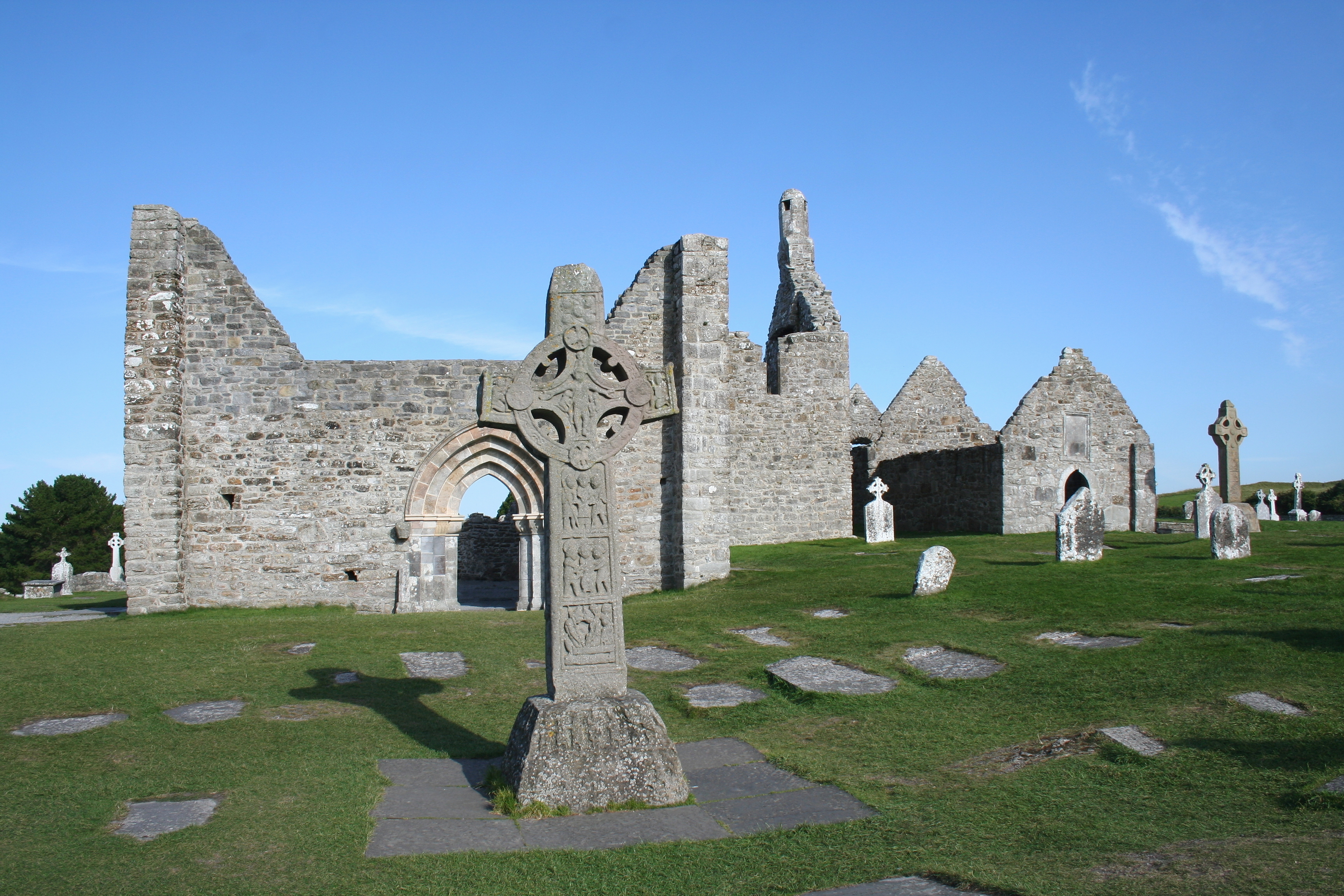
Clonmacnoise, el principal centro monástico irlandés.

## Crisis bajomedieval y Edad Moderna

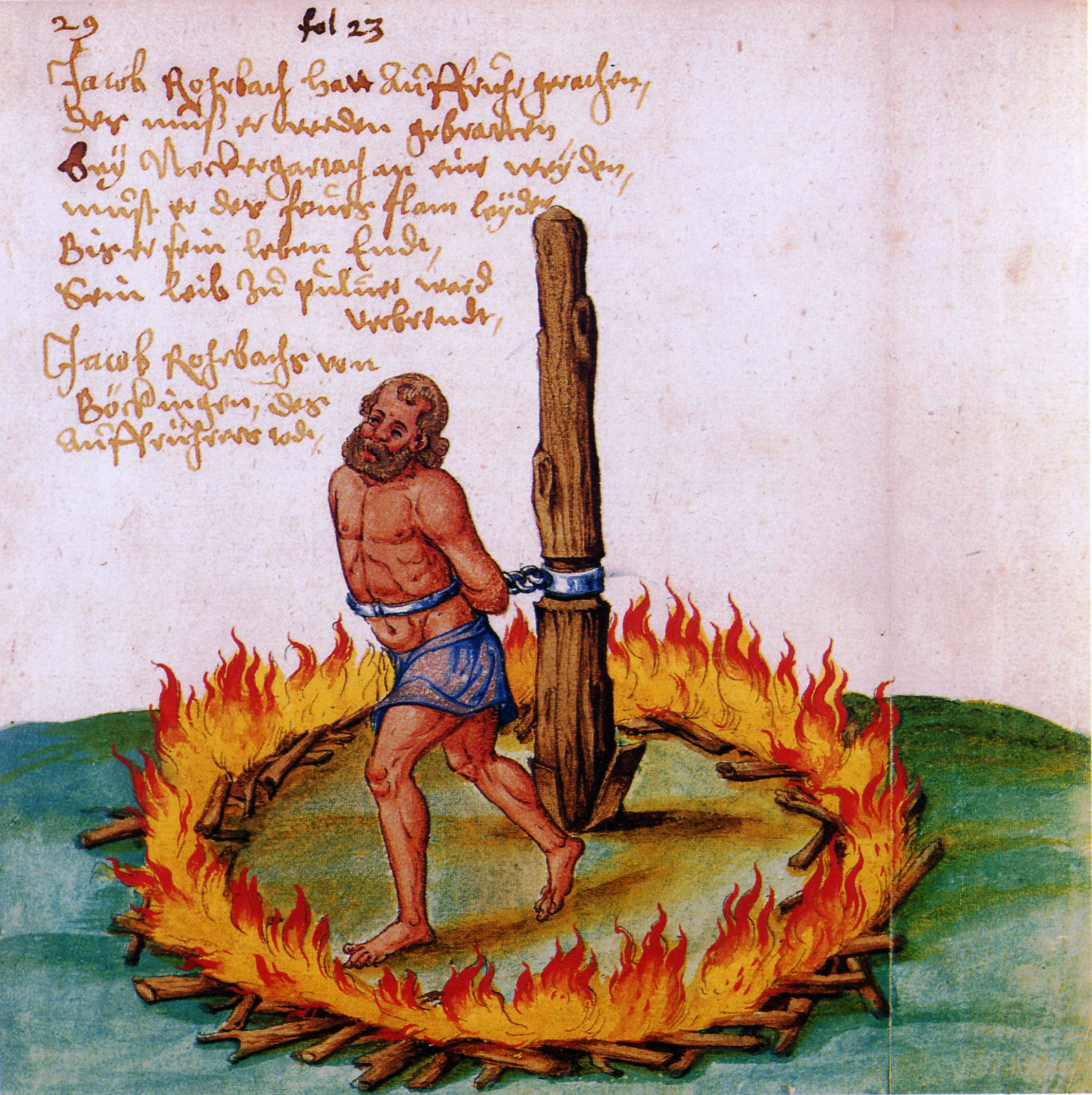
Ejecución en la hoguera de Jacklein, líder de la guerra de los campesinos (1525). Esperanzados por la reforma protestante, habían propuesto un texto reivindicativo de contenido religioso y social antiseñorial (Zwölf Artikel -"doce artículos"-) que suscitó una furibunda respuesta del propio Lutero (Wider die räuberischen und mörderischen Rotten der Bauern -"Contra los campesinos asaltantes y asesinos"-) en la que animaba a la nobleza a reprimirlos.

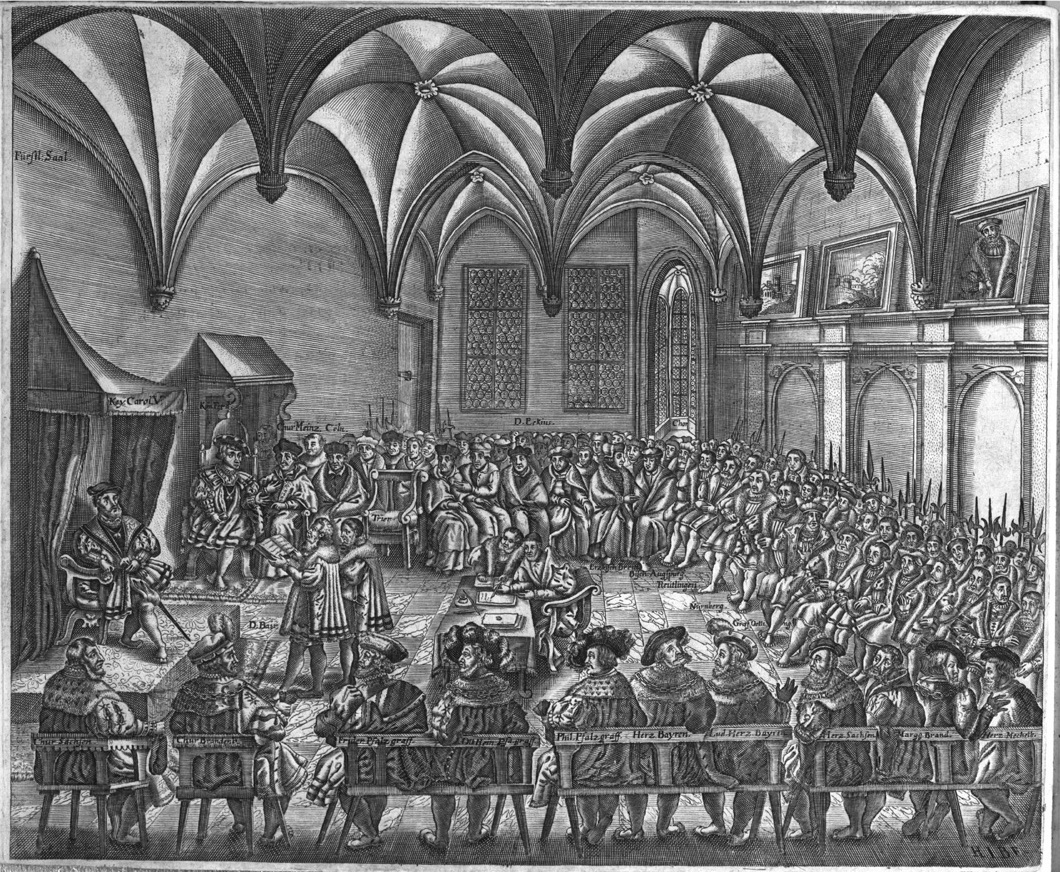
Dieta de Augsburgo, 1530.

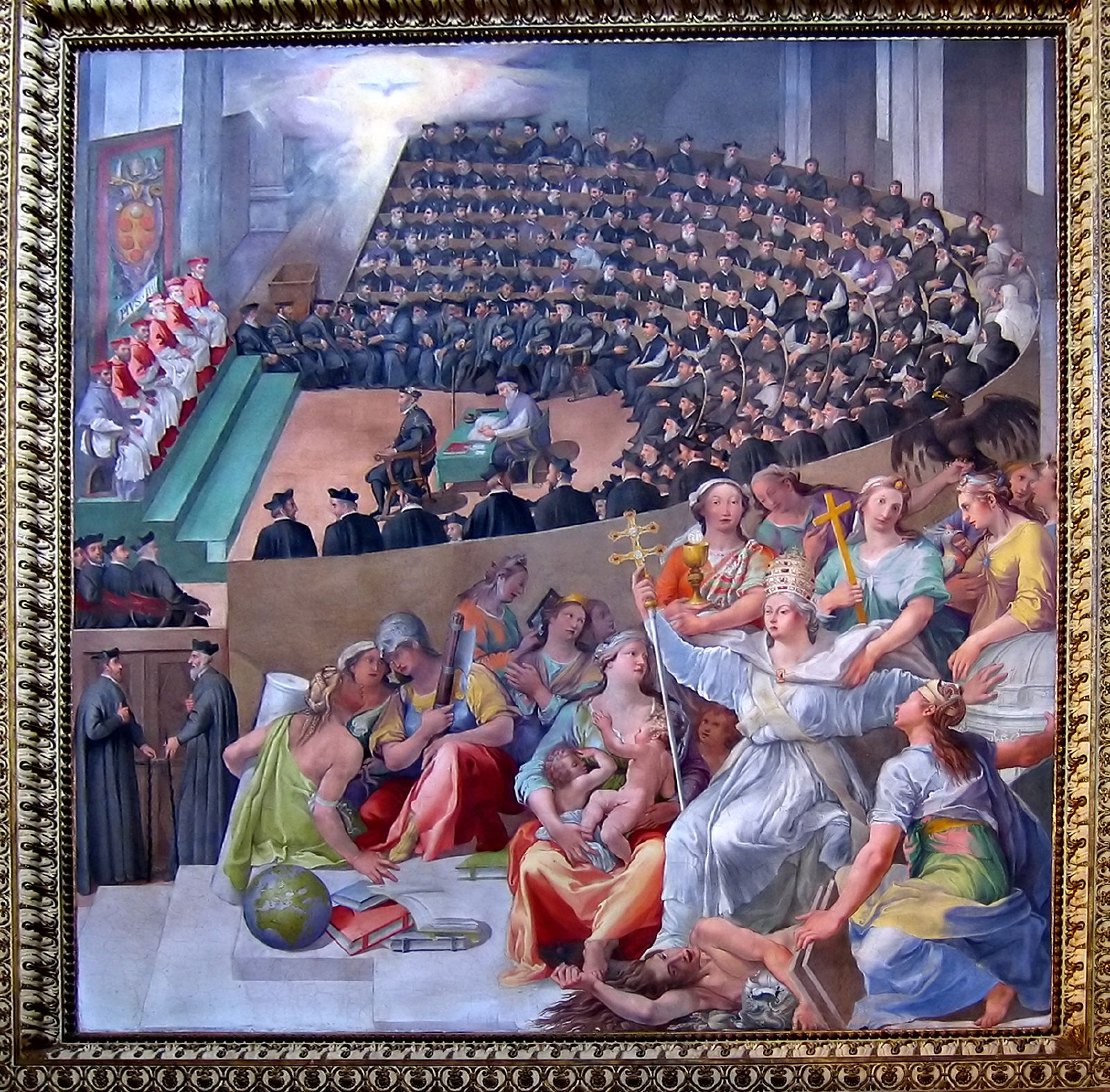
Concilio de Trento (1545-1563).

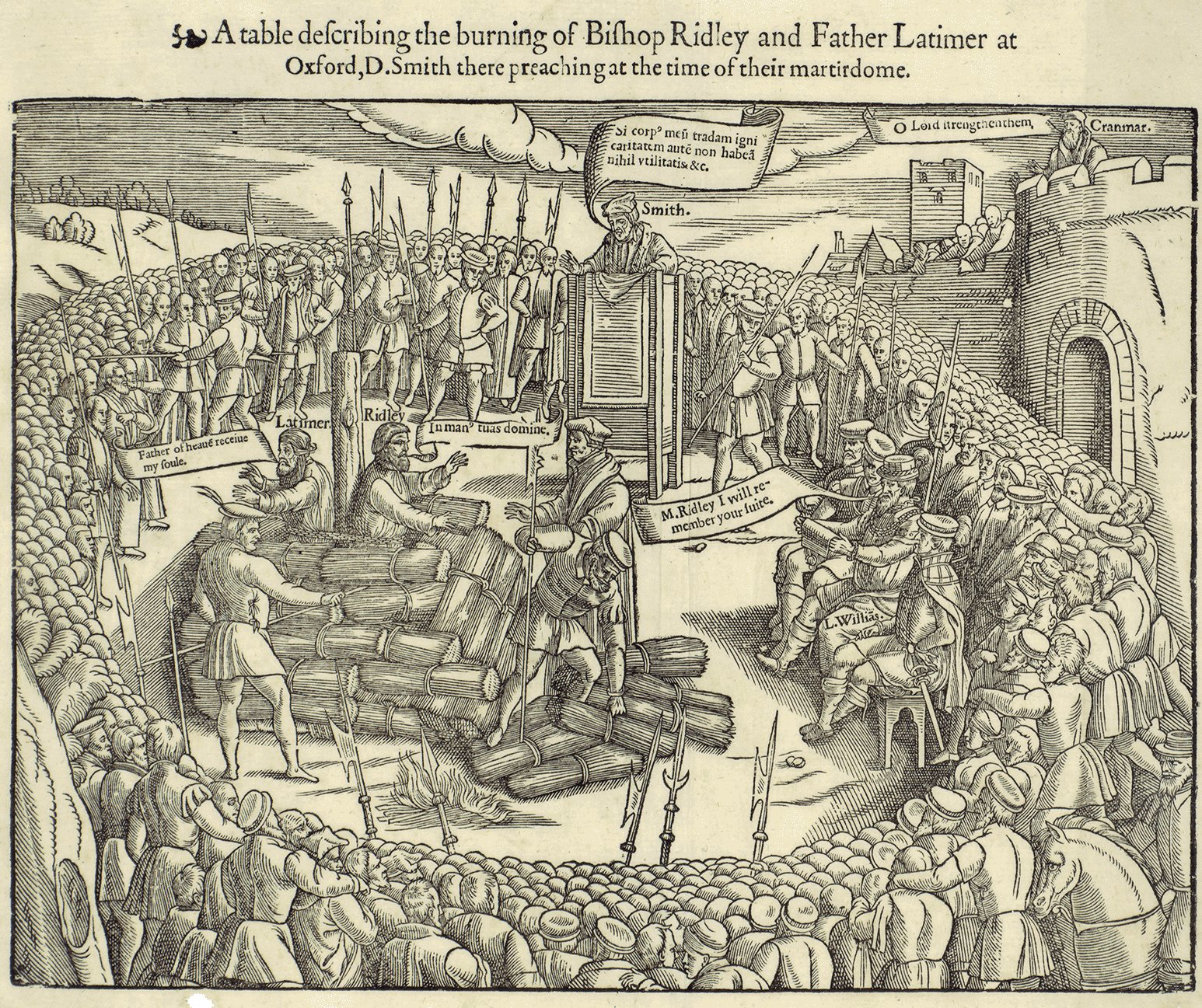
Ejecución de los mártires de Oxford (1555-1556, durante el reinado de María I de Inglaterra "la Sangrienta".

### Reforma y Contrarreforma
La llamada "cautividad de Aviñón" (1309-1377) y el Cisma de Occidente (1378–1417) abrieron una profunda crisis en la cristiandad occidental, que también tuvo sus aspectos espirituales (devotio moderna, mística), y que se pretendió cerrar, sin resultados concluyentes, en el Concilio de Basilea (1431). Tras diversos intentos de reforma, ya en la Edad Moderna, la reforma protestante (las noventa y cinco tesis de Lutero, 1517, Confessio Augustana de Melanchton, 1530) hizo surgir las Iglesias protestantes, reformadas o evangélicas (múltiples denominaciones cristianas con tres ramas principales: luterana, calvinista y anglicana); mientras que el concilio de Trento (1545-1563) sentó las bases de la contrarreforma católica.

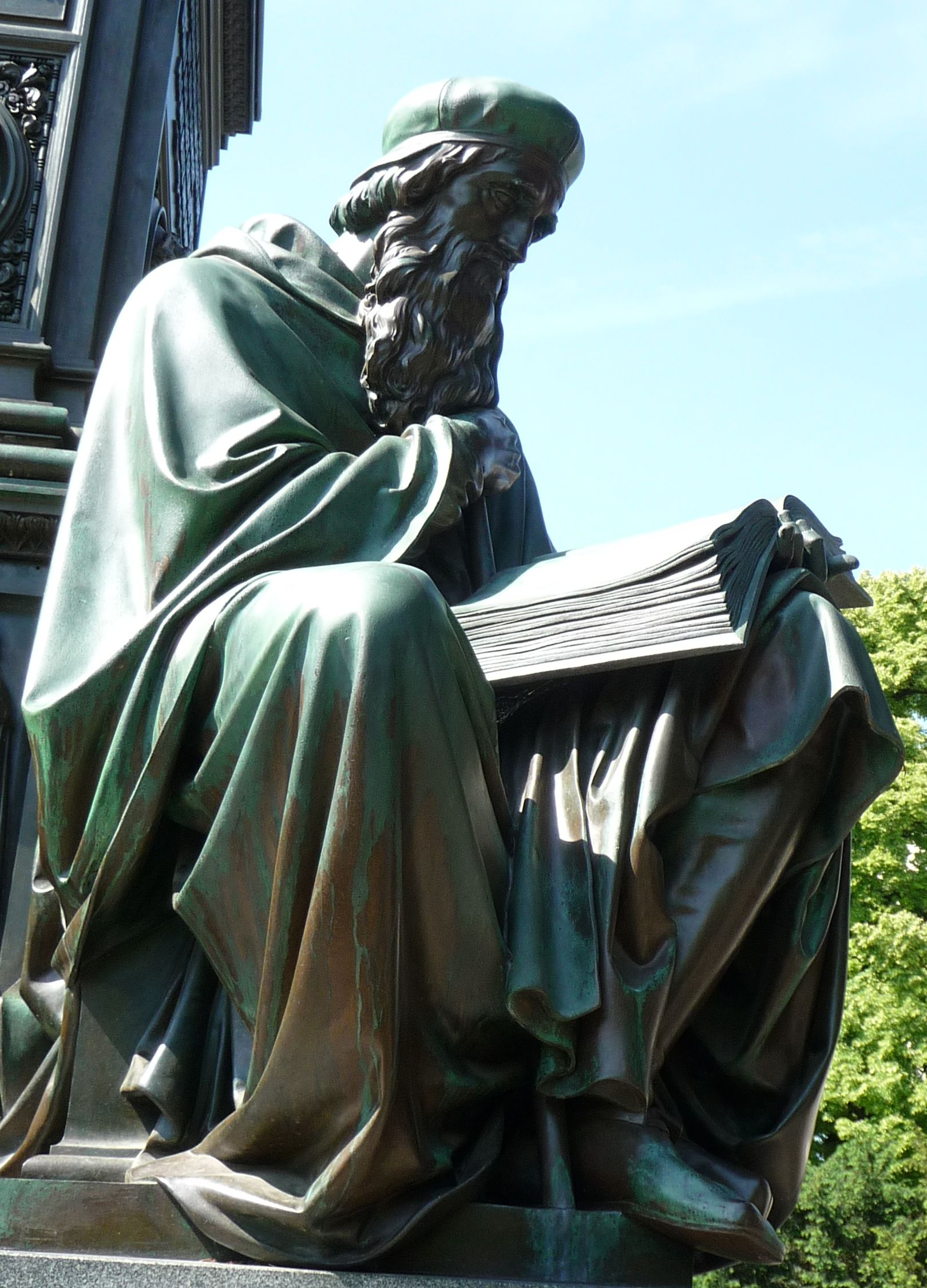
John Wycliffe.
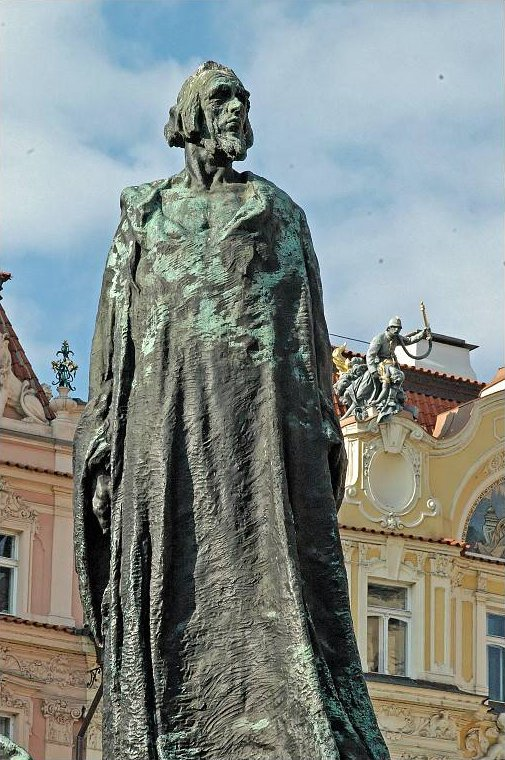
Jan Huss.
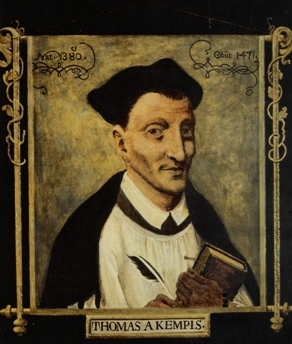
Tomás de Kempis.
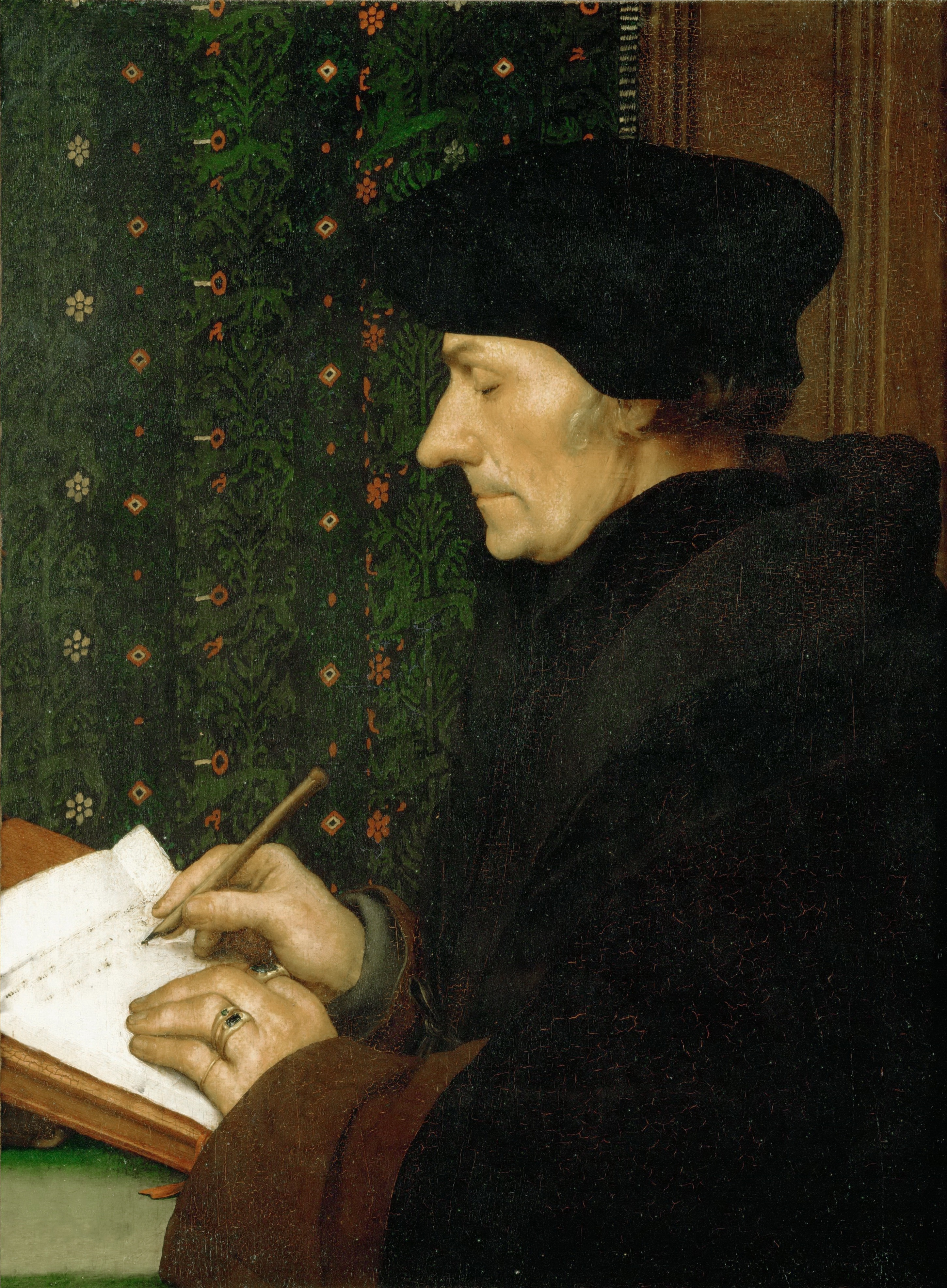
Erasmo de Róterdam.
Tomás Moro.
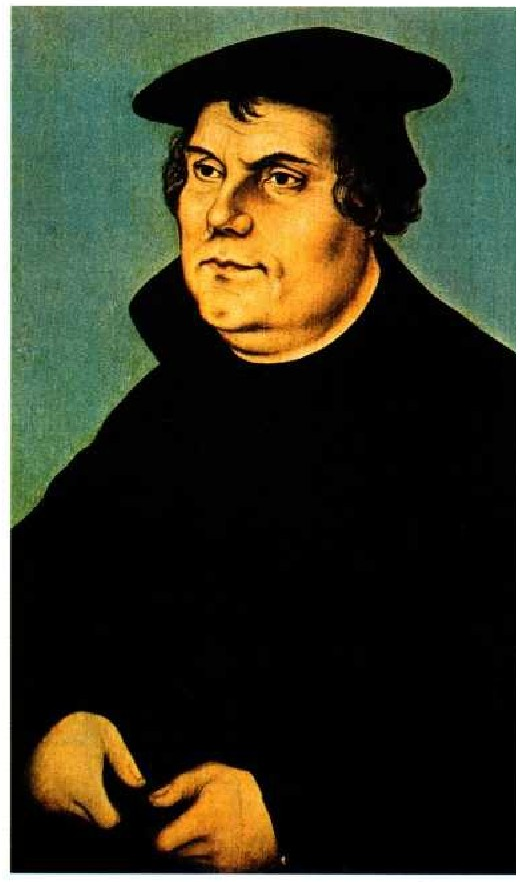
Lutero.

Las guerras de religión y la aplicación del principio cuius regio eius religio (con mayor o menor grado de tolerancia u oportunismo -politiques, Edicto de Nantes, 1598-) dividieron la cristiandad occidental entre un norte protestante y un sur católico, en ambos casos fuertemente ligado al poder político (Iglesias nacionales, regalismo, iglesia establecida). Las polémicas internas dentro de cada confesión eran violentísimas (entre arminianos y gomaristas dentro del calvinismo, entre jansenistas -o "galicanos"- y jesuitas dentro del catolicismo, etc.); produciéndose incluso exilios masivos (puritanos ingleses, hugonotes franceses). Las diferencias organizativas o de gobierno eclesiástico (episcopalismo, presbiterianismo o congregacionismo), y de rigorismo o laxitud (puritanismo, latitudinarianismo, adiaphora, In necessariis unitas, in dubiis libertas, in omnibus caritas, quietismo, casuismo) también eran muy marcadas.

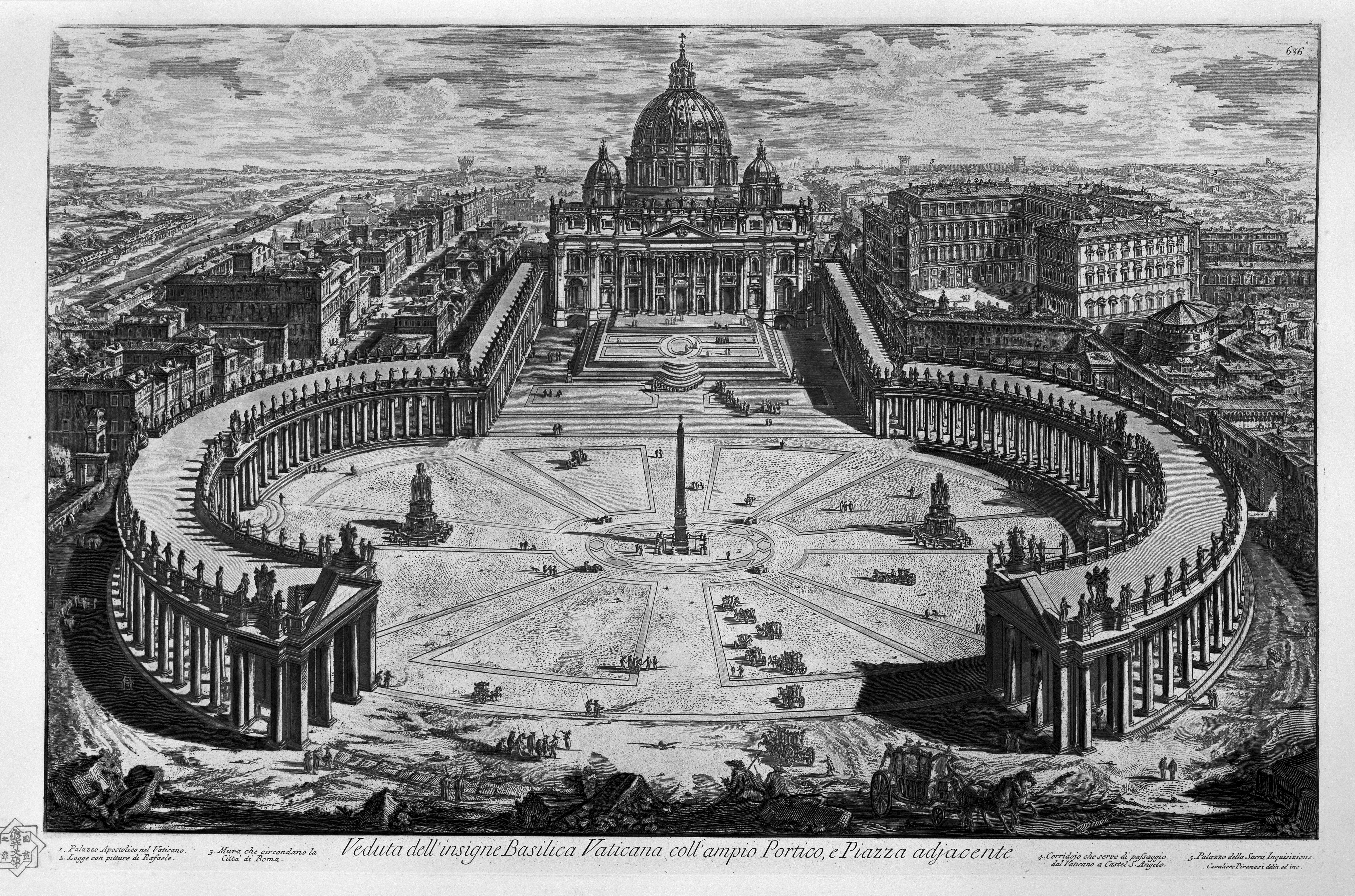
San Pedro de Roma.
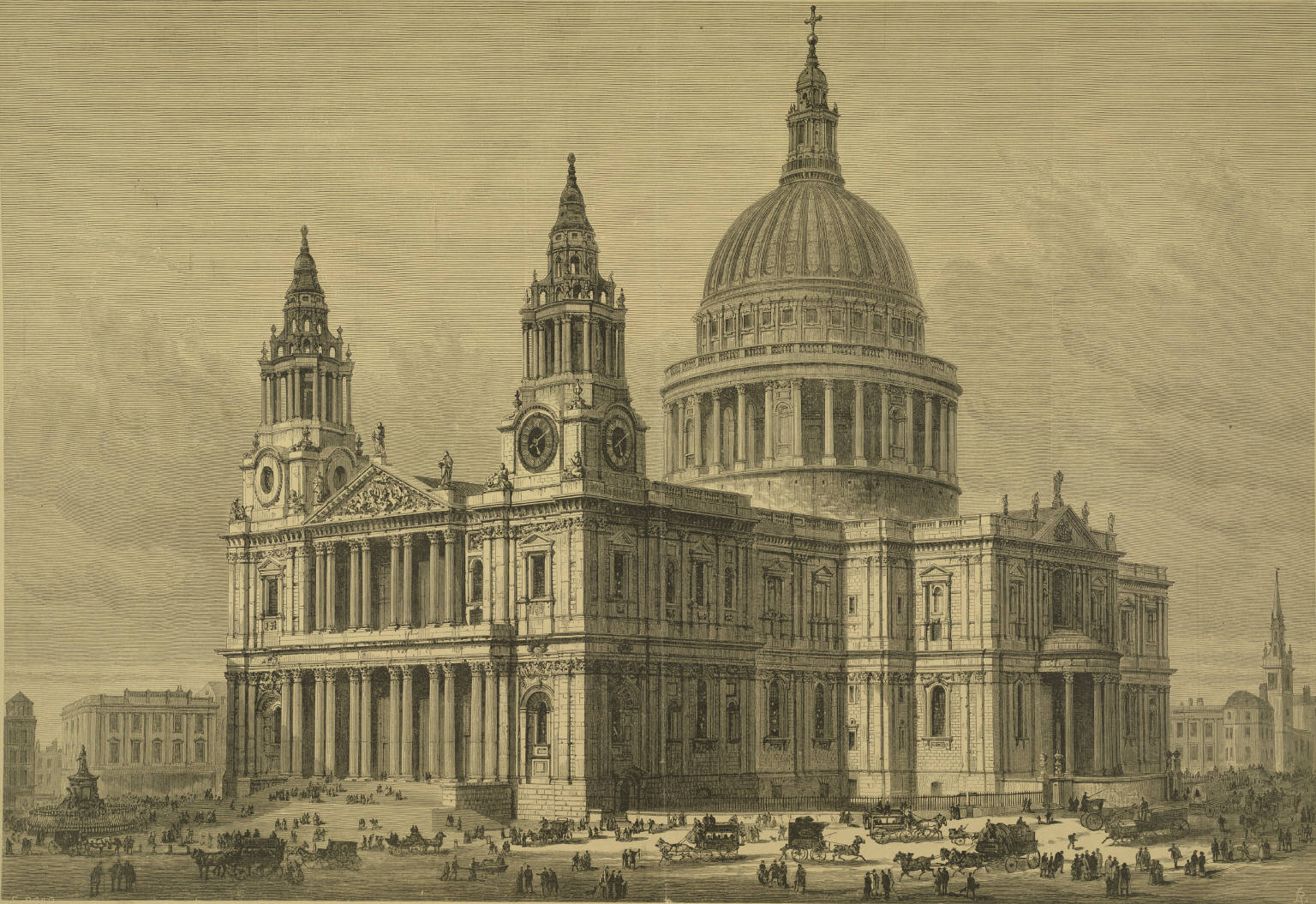
San Pablo de Londres.
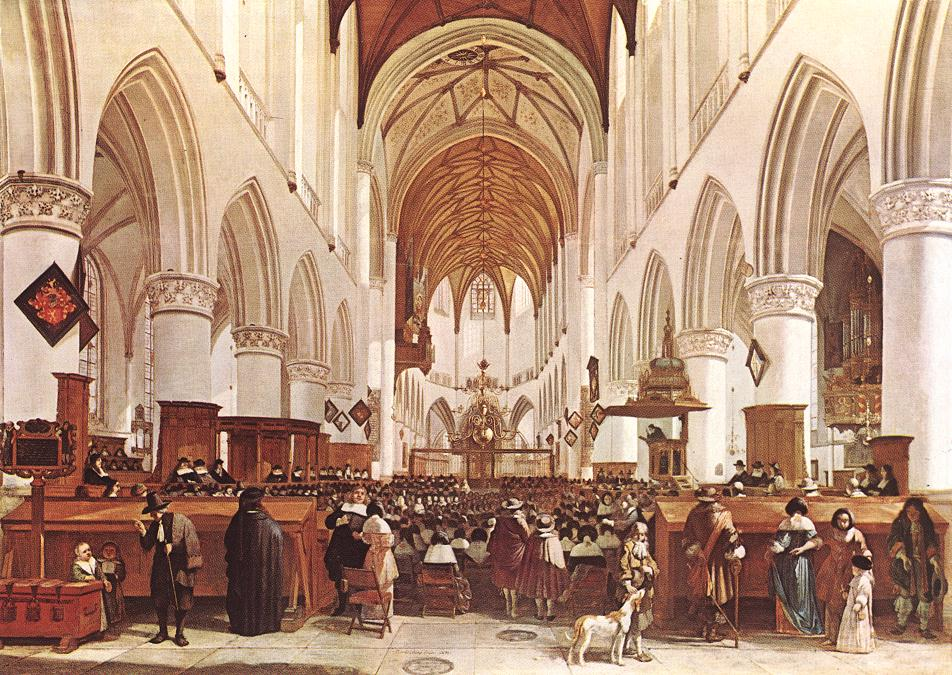
Interior de San Bavón (1673), obra de Gerrit Berckheyde, (National Gallery, Londres).

Árbol genealógico de las Iglesias protestantes.

Catedral de Berlín.

### Expansión extraeuropea
Simultáneamente, el protagonismo que Europa Occidental tuvo en la Era de los Descubrimientos hizo que el cristianismo occidental se impusiera en las colonias según la versión determinada por cada potencia colonizadora; y que también se difundiera en las antiguas civilizaciones de India, China o Japón, donde fue recibido con distinta consideración.
La conquista y cristianización de América es un tema polémico, con extremos que lo interpretan como una empresa heroica y santa o como una catástrofe que incluyó el genocidio y la aculturación. La propia Isabel la Católica tiene abierto un polémico proceso de beatificación. El protagonismo inicial, además de en la Corona (que basaba sus "justos títulos" en las bulas alejandrinas que le otorgaban la soberanía y el patronato regio sobre el Nuevo Mundo), recayó en algunas órdenes religiosas católicas (principalmente dominicos, franciscanos y jesuitas). Bartolomé de las Casas (Brevísima relación de la destrucción de las Indias, 1552), que fue inicialmente un encomendero, tras el sermón de Montesinos (Santo Domingo, 1511) pasó a ser un defensor de los indígenas, inspiró la reforma de las Leyes de Indias e intervino en la llamada "polémica de los naturales" (Valladolid, 1550).
San Francisco Javier, compañero de San Ignacio en la fundación de la Compañía de Jesús, emprendió una misión evangelizadora en India y Extremo Oriente. El protestante holandés de origen portugués João Ferreira de Almeida introdujo esa confesión desde las colonias neerlandesas de Indonesia en Ceilán y la India, donde entró en conflicto con la inquisición portuguesa. El cristianismo en India es muy complejo e incluye ramas orientales, anteriores a la llegada de los europeos. El cristianismo en Japón, inicialmente consentido (kirishitan), se reprimió duramente; a lo que se añadió la decisión de cerrarse a cualquier contacto con extranjeros (Sakoku entre 1641 y 1853).
Los repartos coloniales de África y de Asia en la llamada "época del imperialismo" (hasta 1914) implicaron el envío a las colonias de misioneros procedentes de las metrópolis. La valoración del efecto que estas misiones tuvieron en el tránsito de las sociedades indígenas al mundo contemporáneo y la disolución de las formas de vida tradicionales, es también objeto de debate.

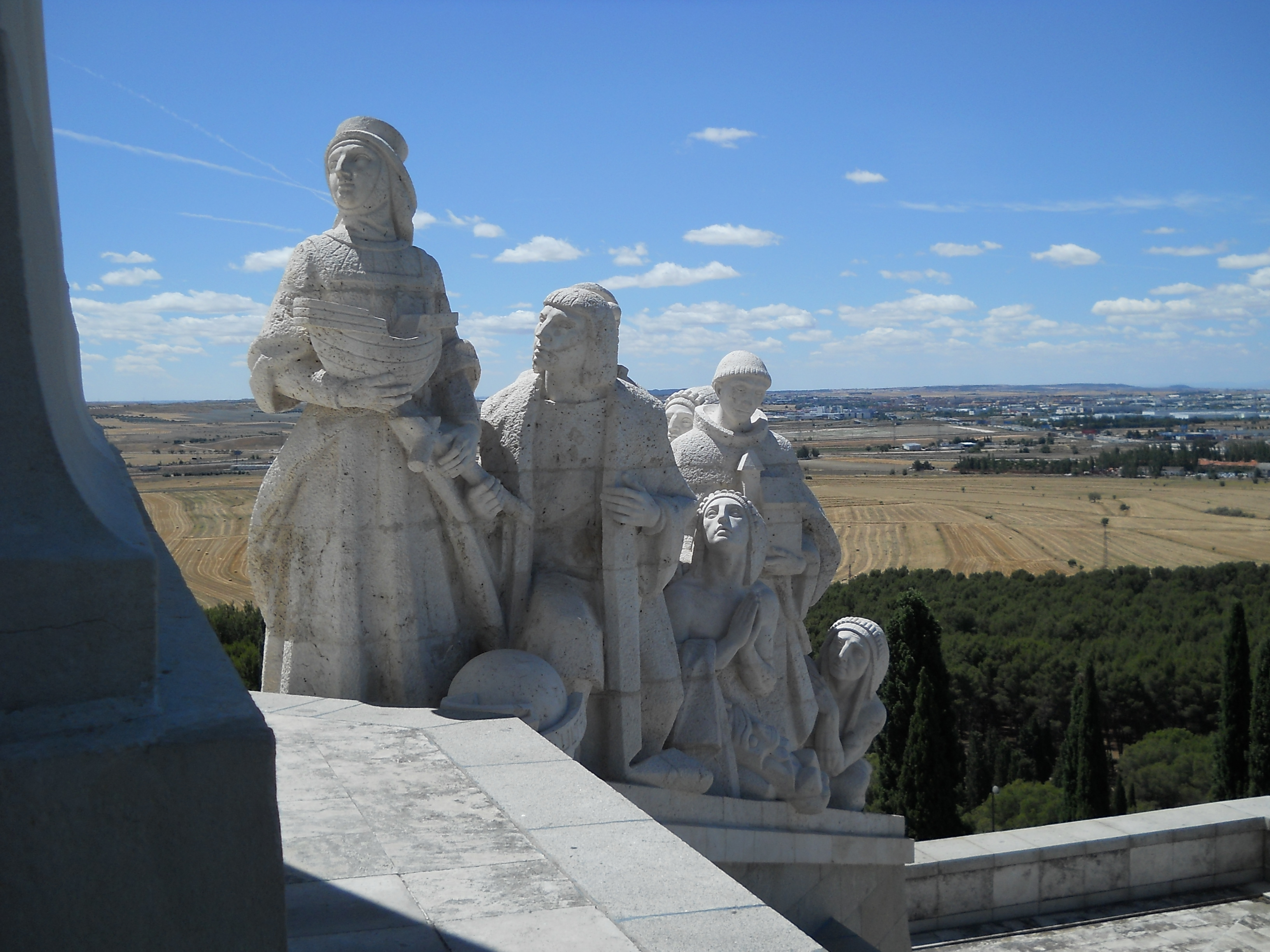
Grupo escultórico España misionera en el Cerro de los Ángeles (representa a Isabel la Católica, Cristóbal Colón, Hernán Cortés, Junípero Serra y tres indios).
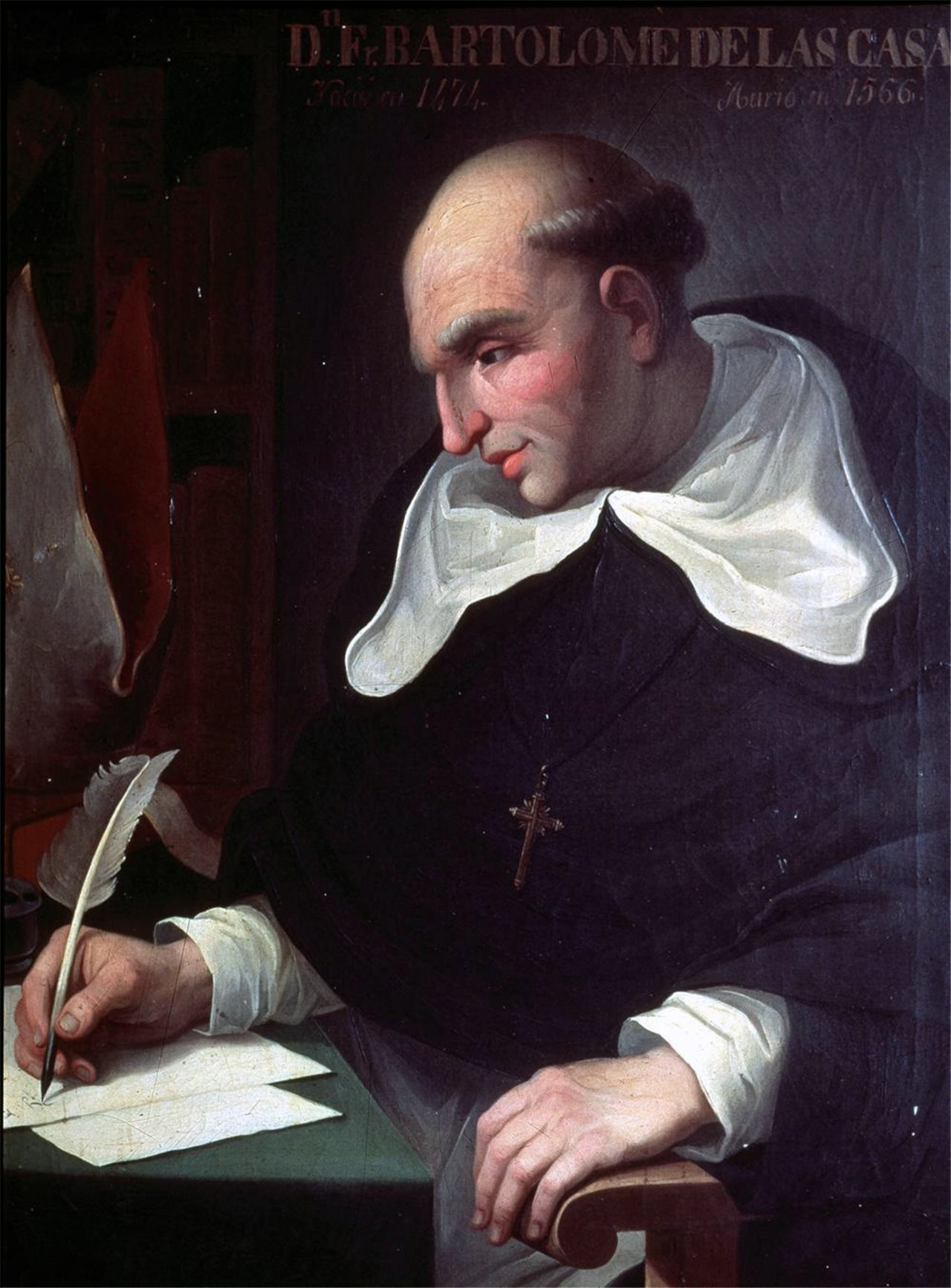
Bartolomé de las Casas.
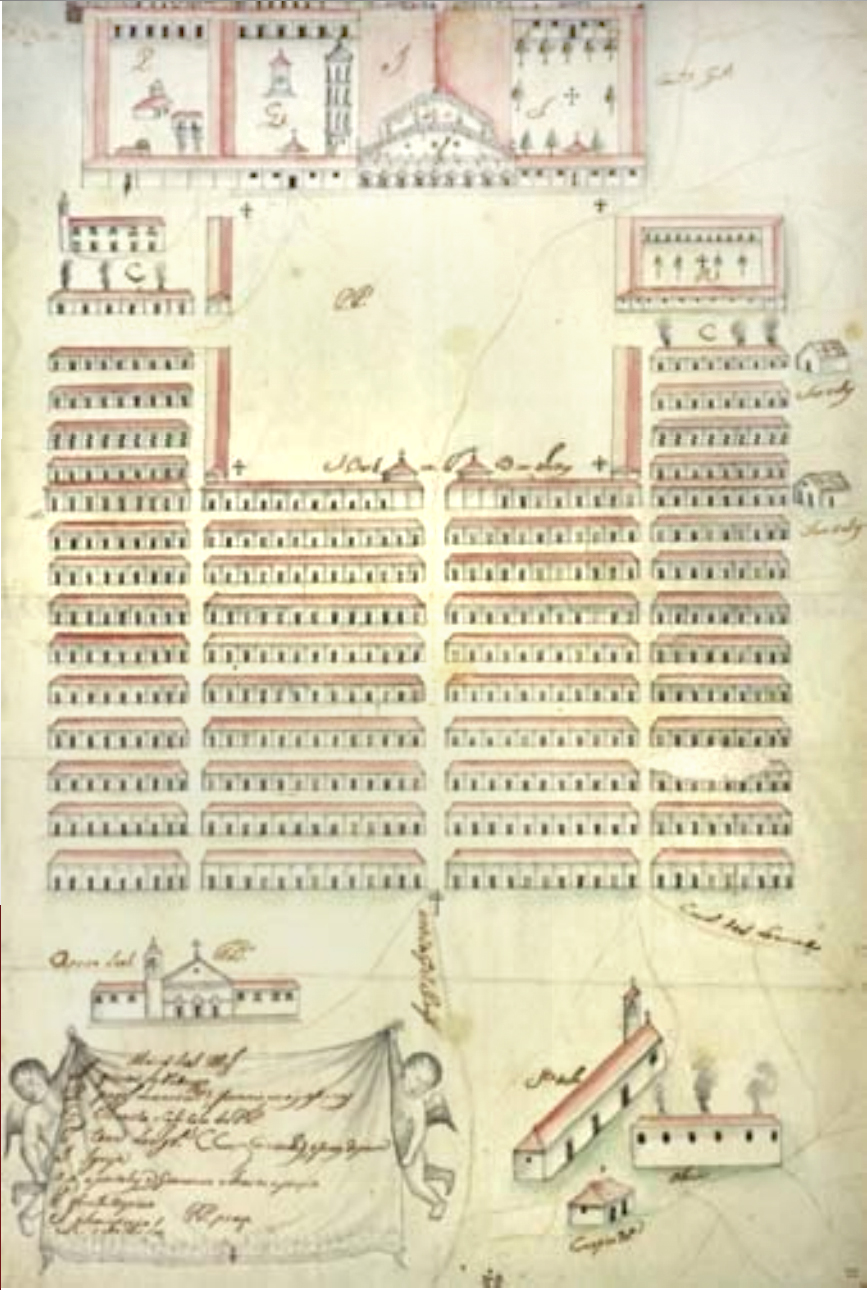
Plano de la reducción jesuítica de San Miguel Arcángel.
Francisco Javier.
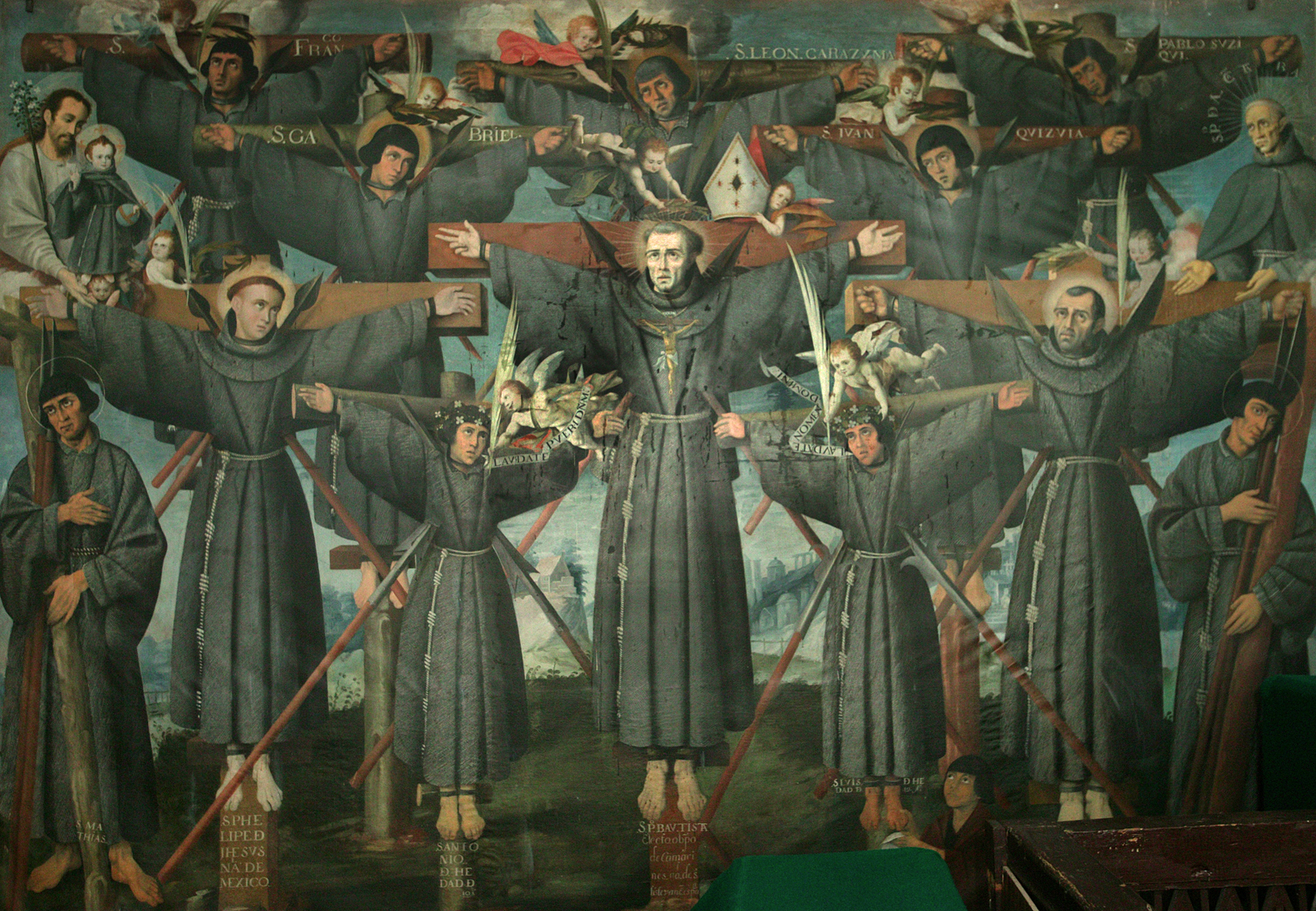
Mártires de Japón (1597 y 1622).

## Edad Contemporánea

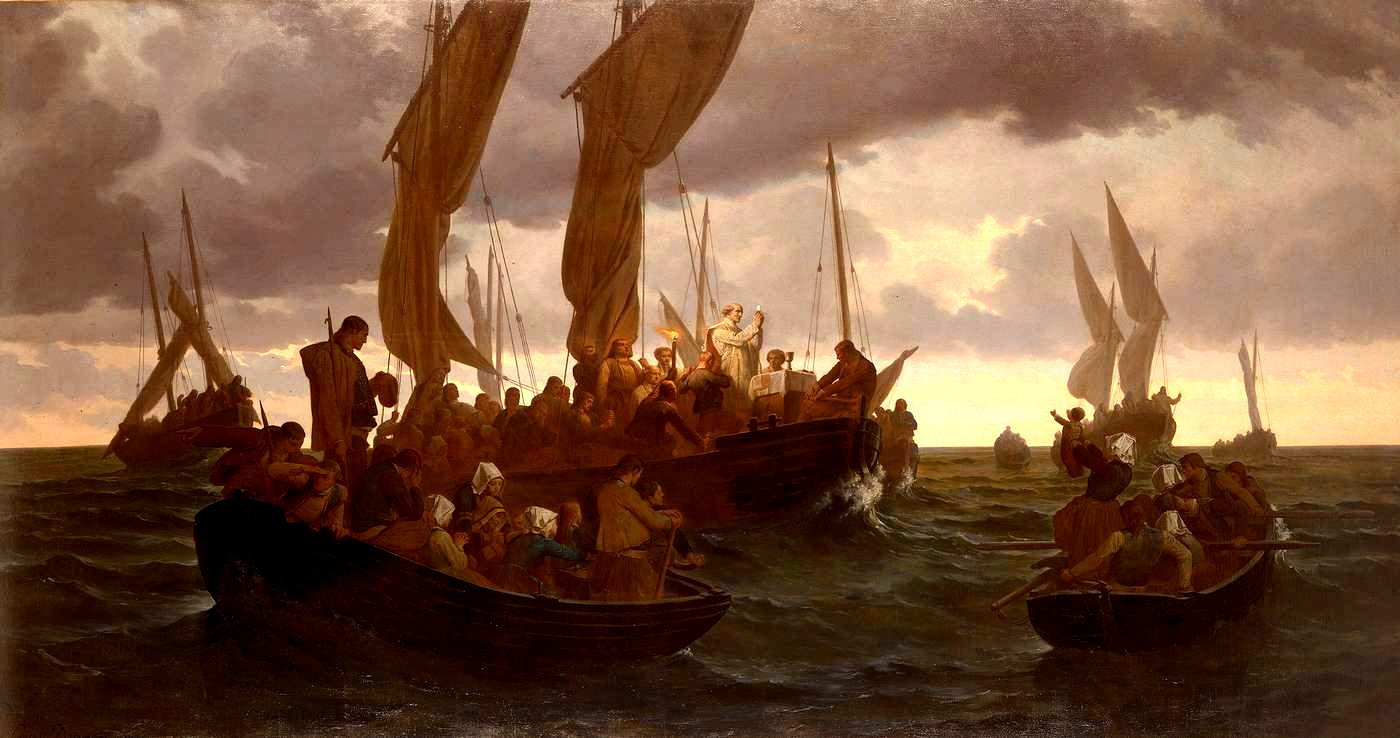
Misa en el mar, de Louis Duveau, 1864. Representa una reunión clandestina de embarcaciones para celebrar misa eludiendo la persecución del culto en la época del Terror (1793-1794).
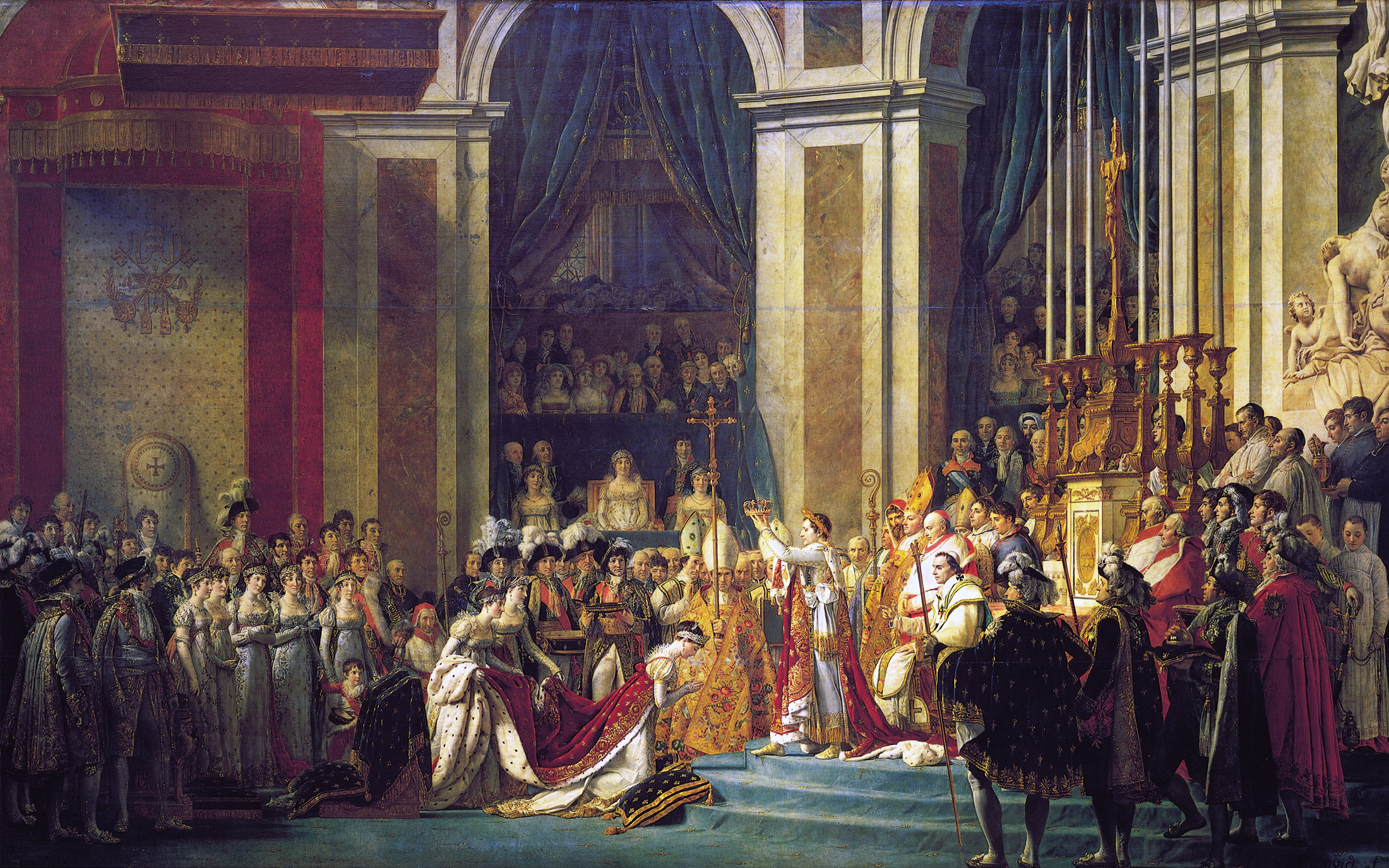
En el protocolo de la coronación imperial de Napoleón (catedral de Notre Dame, 2 de diciembre de 1804) se marcó explícitamente el papel secundario del papa. La voluntad de "concordia" pretendía cerrar las heridas abiertas por la Revolución y reunificar el cuerpo social francés, pero manteniendo el poder civil por encima del eclesiástico.
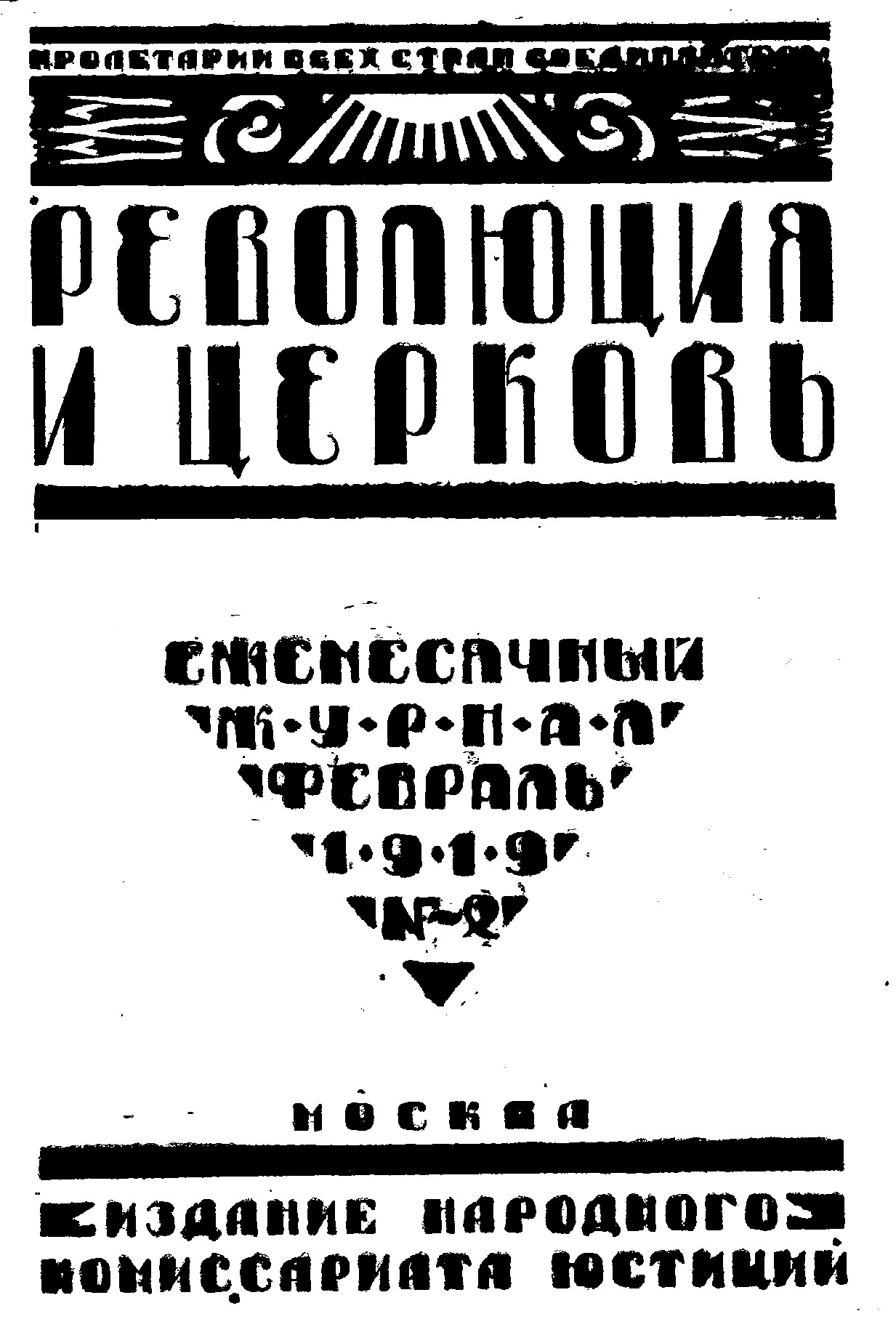
Revolûciâ i cerkov ("Revolución e iglesia"), publicación antirreligiosa de las autoridades bolcheviques del VIII departamento del Comisariado de Justicia del Pueblo (Pyotr Krasikov y Mikhail Galkin -quien anteriormente fue sacerdote-), 1919-1924.
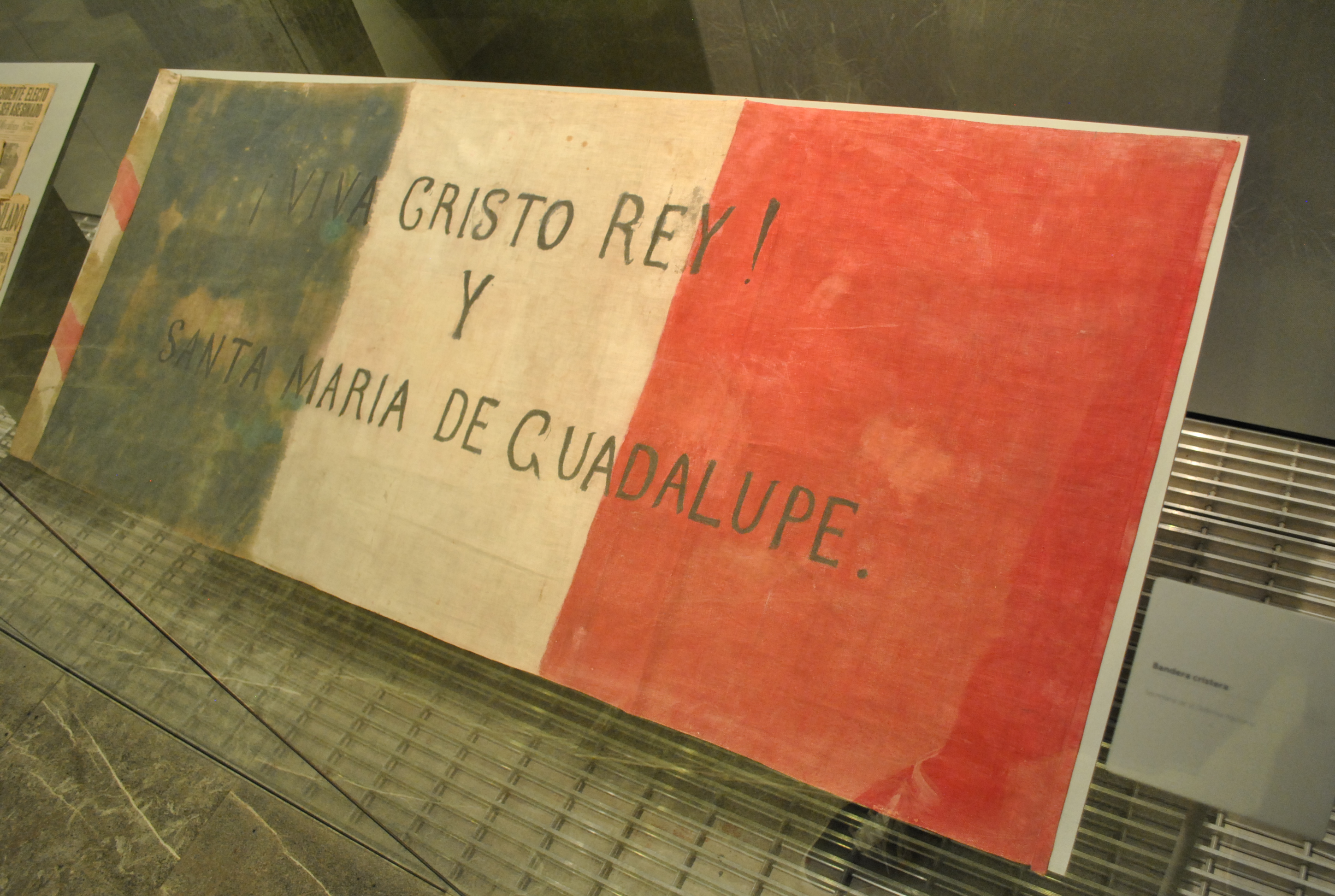
Bandera de la guerra cristera (México, 1926-1929).

La crisis de la conciencia europea abierta en el siglo XVII llevó en el siglo XVIII a la Ilustración, a partir de la que empezaron a visibilizarse posturas en torno a lo religioso alternativas no sólo al cristianismo sino al propio concepto teísta de la trascendencia (panteísmo, agnosticismo, ateísmo), en un contexto intelectual y social en el que laicismo, descristianización, anticristianismo y anticlericalismo, inicialmente marginales, se intensificaron en la Edad Contemporánea. Durante los siglos XIX y XX, la era de las revoluciones impuso la separación Iglesia-Estado y surgieron nuevos movimientos sociales, políticos e ideológicos (nacionalismos, movimiento obrero, totalitarismos, doctrinas filosóficas contemporáneas, el nuevo papel de los intelectuales y de los científicos) que disputaron la hegemonía que el cristianismo había ostentado hasta entonces en la civilización occidental, aunque obviamente sus fundamentos compartían la secular trayectoria iniciada en la cultura greco-romana y desarrollada en el cristianismo occidental medieval y moderno.
No dejaron de surgir nuevos movimientos religiosos dentro del mundo protestante (cuáqueros, metodistas, mormones y un largo etcétera); mientras que en el mundo católico surgieron novedades rituales y doctrinales en los concilios Vaticano I y Vaticano II. El eurocentrismo del cristianismo occidental se vio cada vez más contrarrestado por el peso demográfico mayoritario de católicos y protestantes de otros continentes.

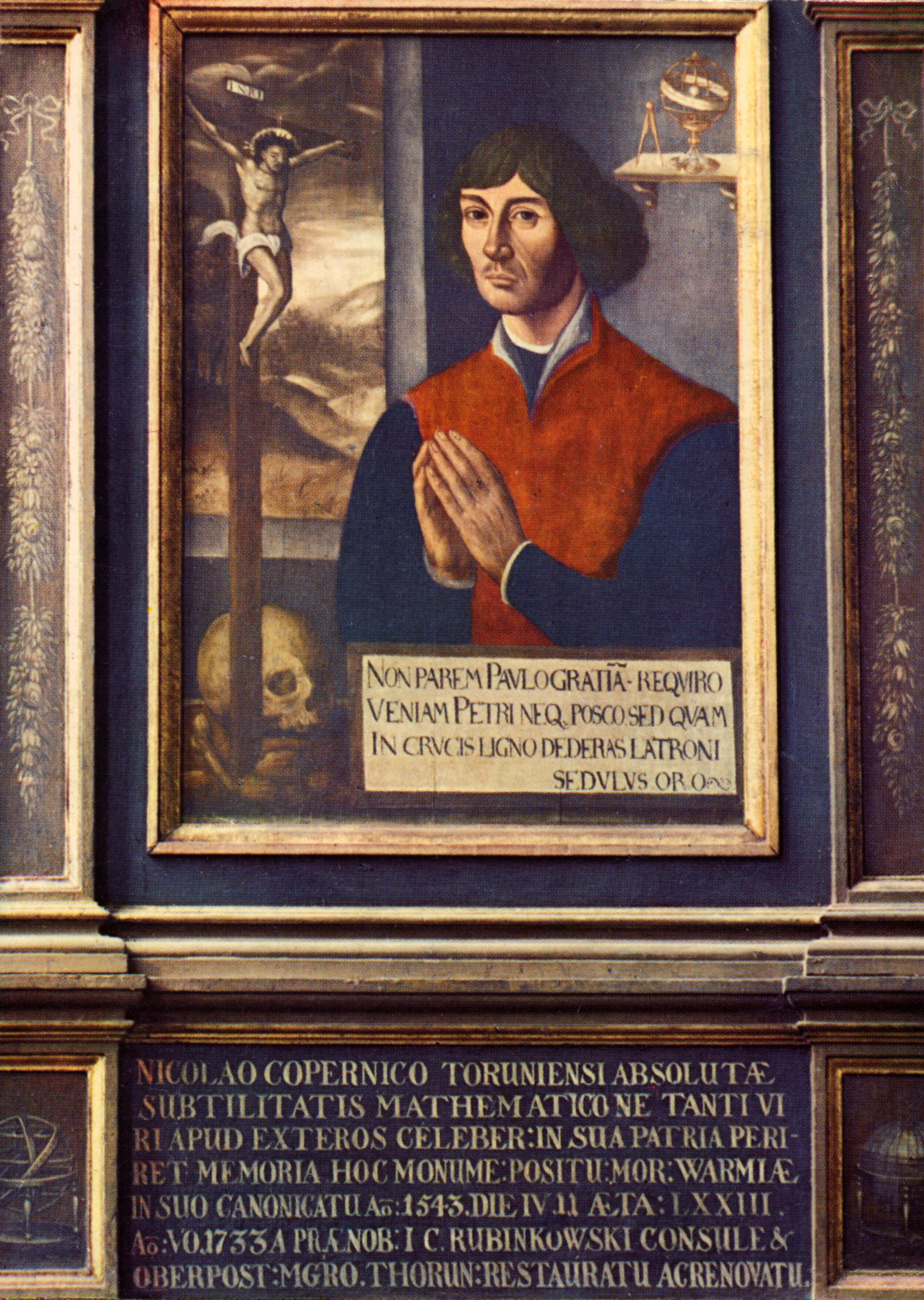
Copérnico, sacerdote católico, propuso la teoría heliocéntrica aunque prefirió no publicarla hasta su muerte (1543).
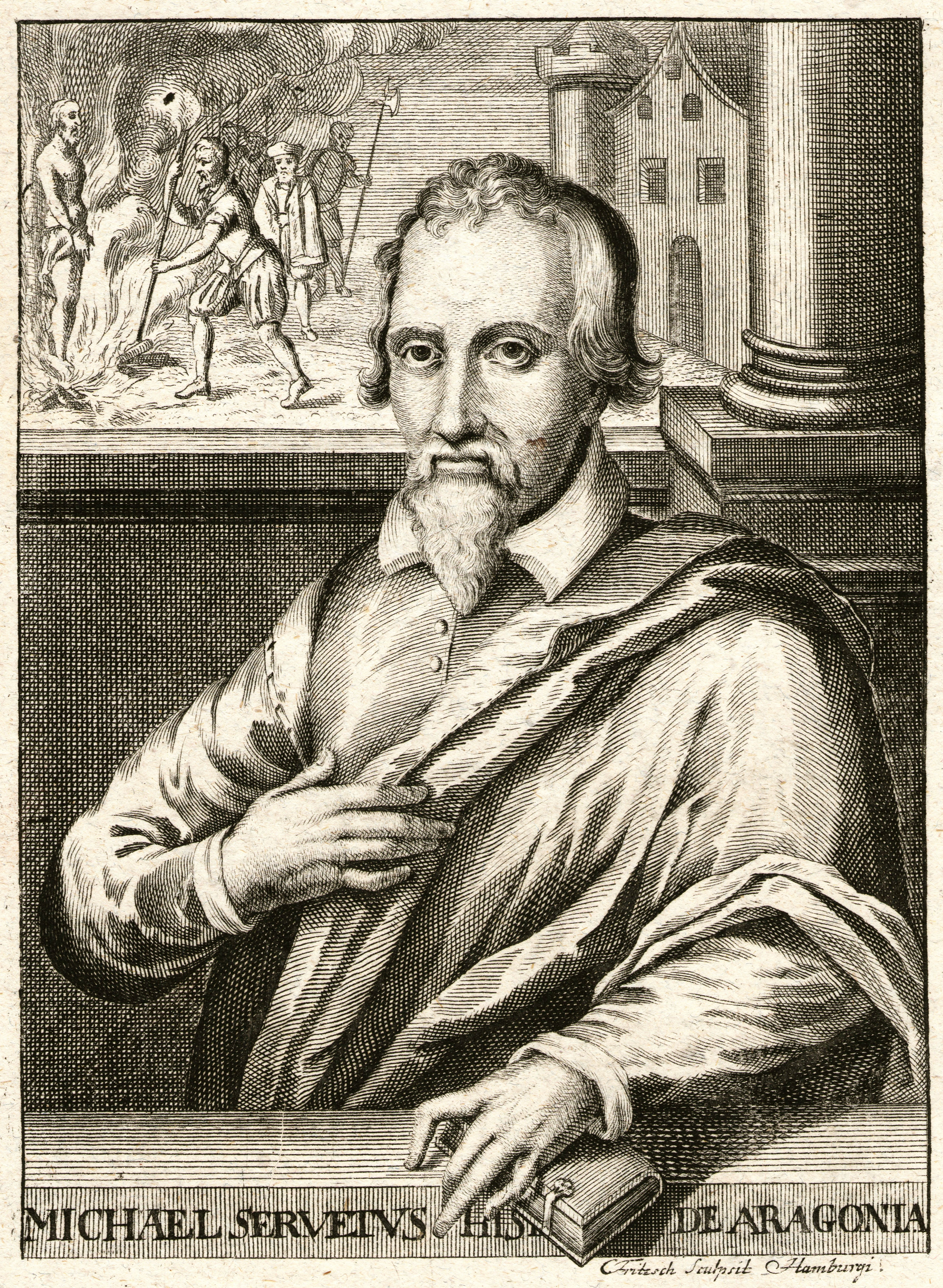
Miguel Servet, ejecutado por los calvinistas de Ginebra (1553).
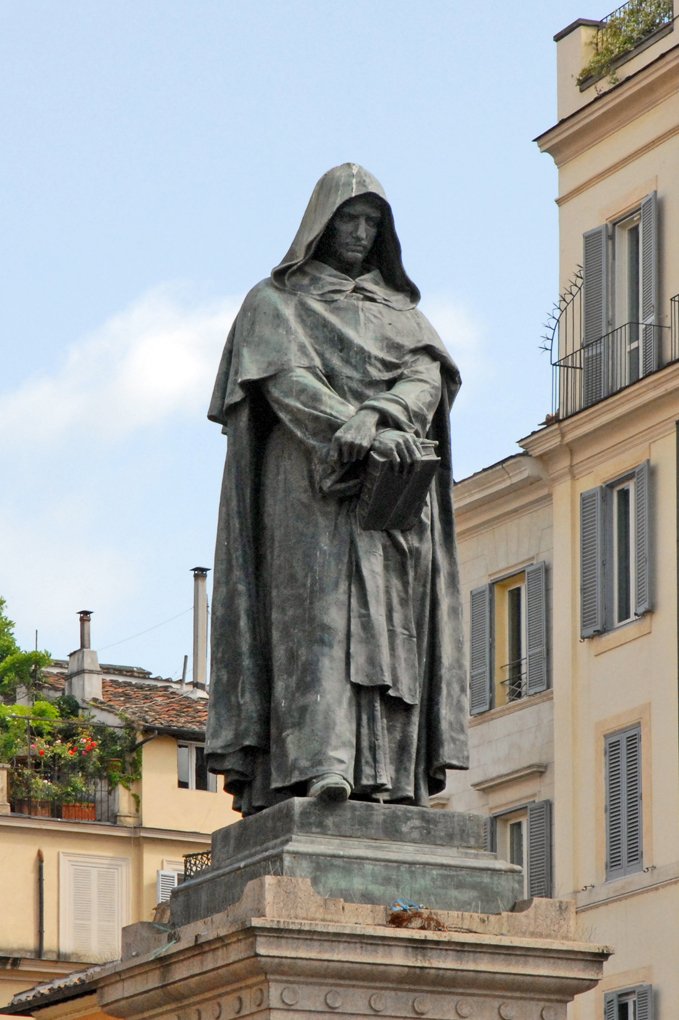
Giordano Bruno, ejecutado por la inquisición romana (1600).
Kepler, cuya opción por el heliocentrismo fue una costosa renuncia a sus preconceptos cosmológico-teológicos, no fue molestado por sus opiniones científicas, aunque sí tuvo que defender a su madre en un proceso por brujería.
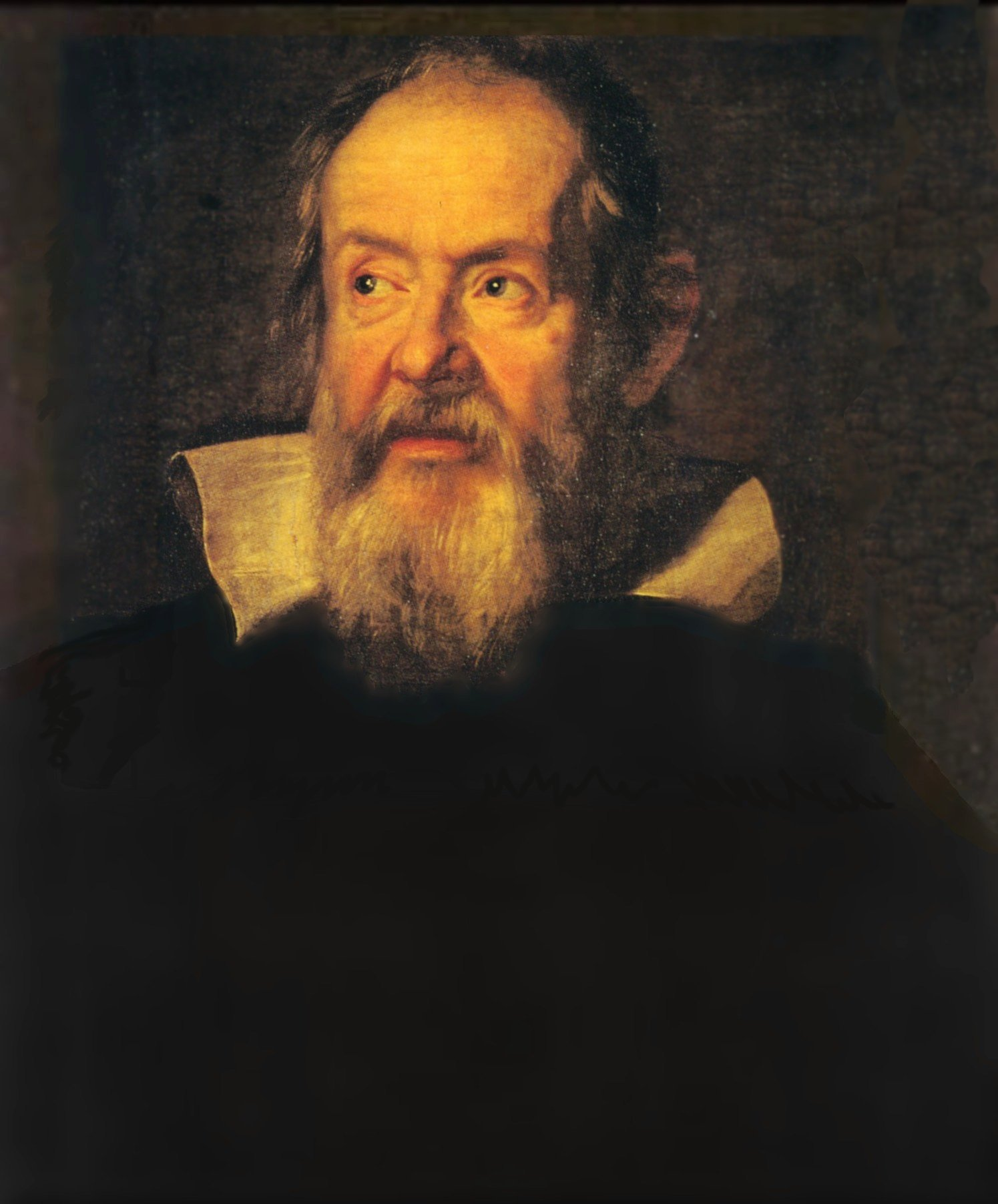
Galileo abjuró de sus convicciones científicas al ser procesado por la inquisición romana.

Laplace protagonizó una famosa anécdota junto a Lagrange y Napoleón Bonaparte (antiguo alumno suyo, que le concedió la Legión de Honor en 1806), ante los que habría justificado la no aparición del nombre de Dios en su obra sobre mecánica celeste (al contrario de lo que había hecho Newton un siglo atrás) por "no haber tenido necesidad de tal hipótesis" (Je n'avais pas besoin de cette hypothèse-là). Para Lagrange "era una bella hipótesis que explicaba muchas cosas" (Ah! c'est une belle hypothèse; ça explique beaucoup de choses). Laplace replicó que "explica en efecto todo, pero no permite predecir nada" (Cette hypothèse, sire, explique en effet tout, mais ne permet de prédire rien. En tant que savant, je me dois de vous fournir des travaux permettant des prédictions). La ciencia moderna parecía poner en retirada el concepto de Dios al hacerlo innecesario para explicar el mundo, o al menos restringiendo esa necesidad a los espacios residuales y menguantes que dejaba la ciencia en su avance: el llamado "dios de los huecos" (dieu bouche-trou).

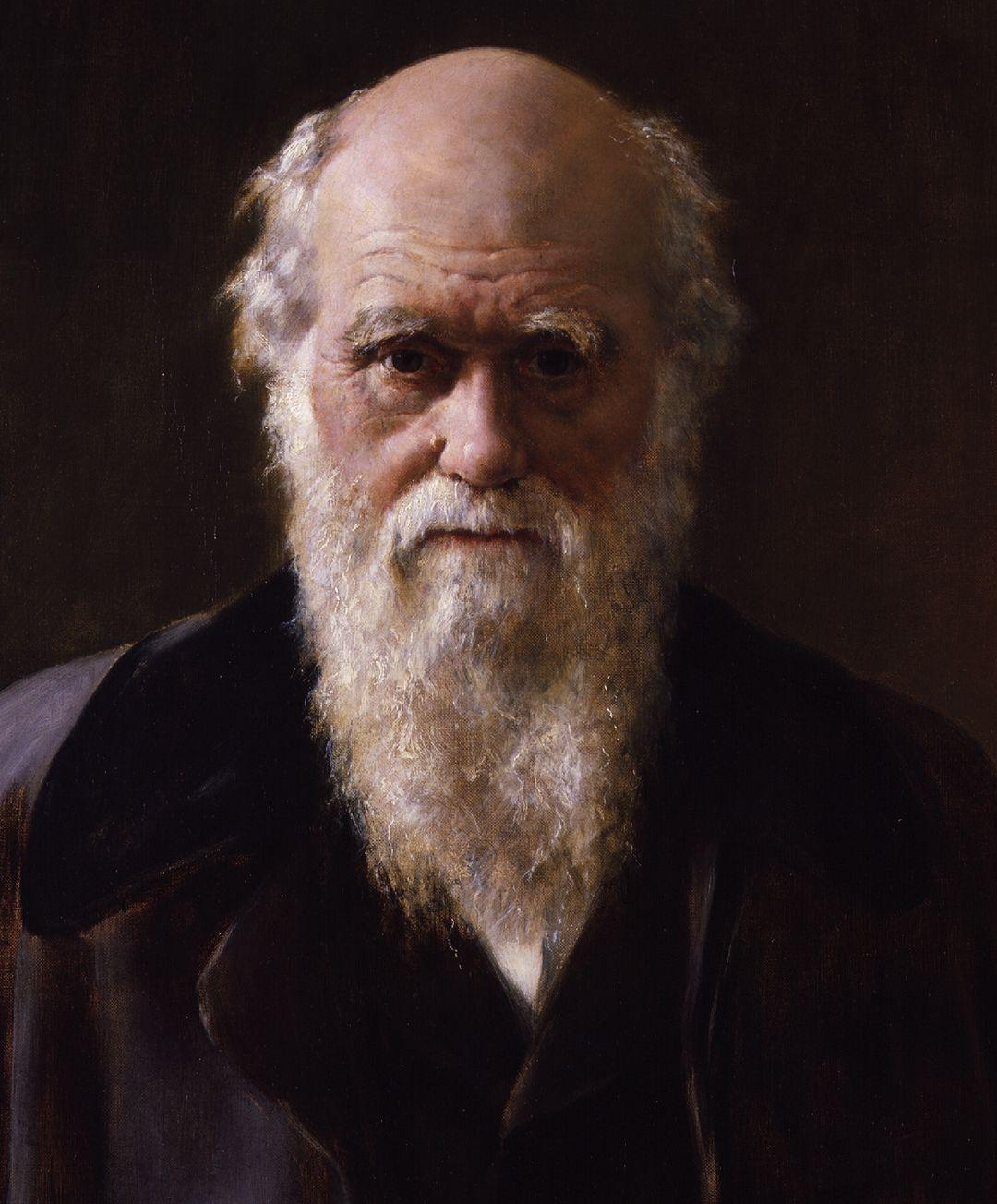
El debate suscitado por las obras de Darwin puso de manifiesto la incongruencia de datos y teorías científicas con la interpretación literal de la Biblia.
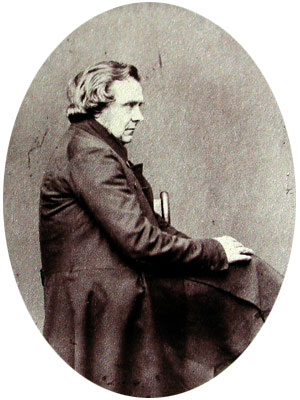
Samuel Wilberforce, obispo anglicano que polemizó con Darwin y Huxley. Era hijo de William Wilberforce, promotor del abolicionismo, movimiento caracterizado por el protagonismo de algunas comunidades cristianas en distintos países.
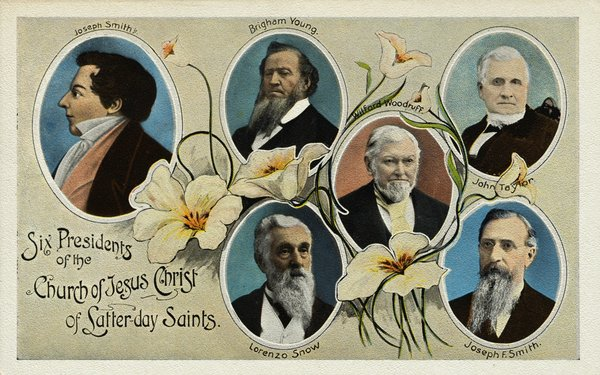
Líderes mormones.
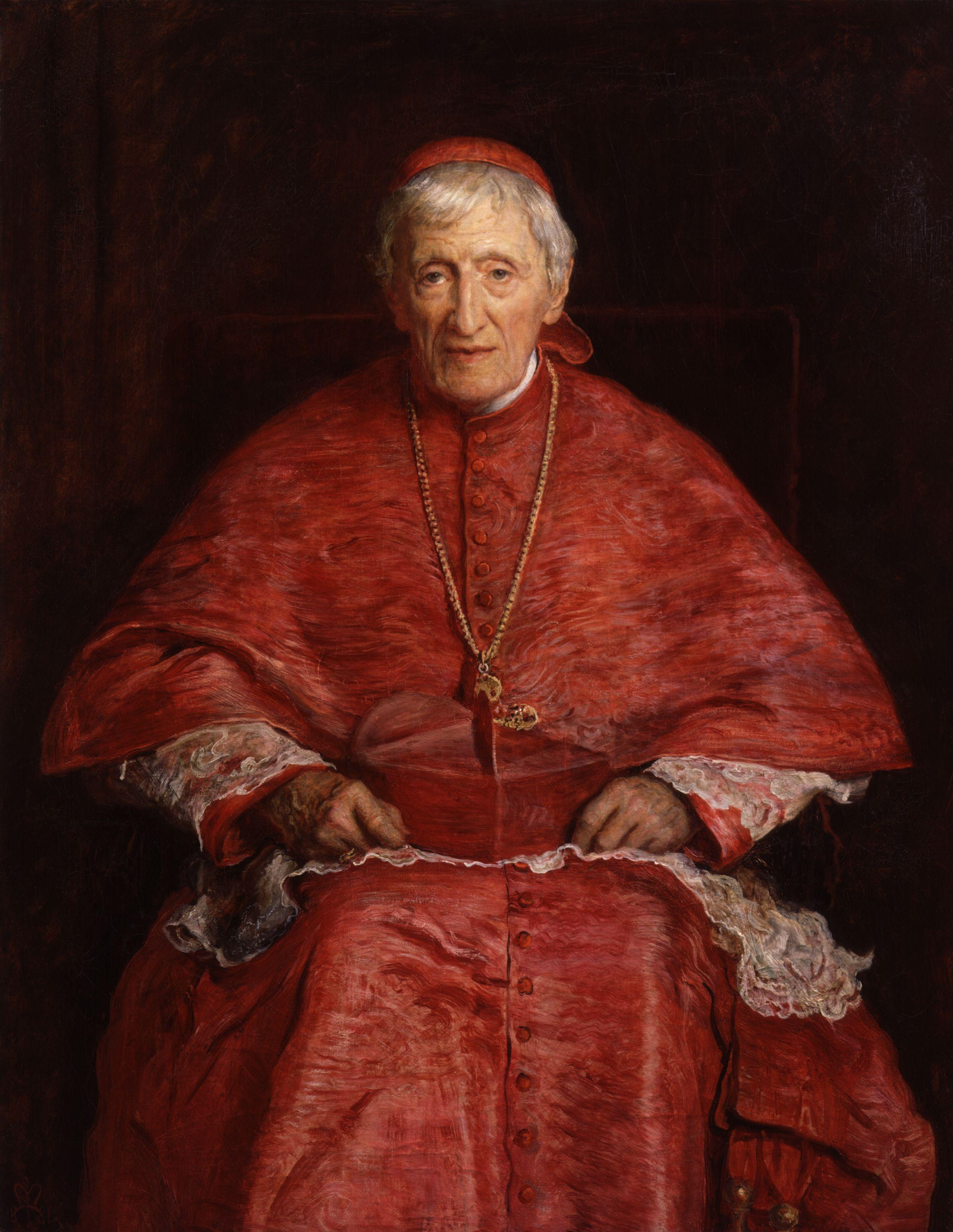
John Henry Newman, líder del Movimiento de Oxford.
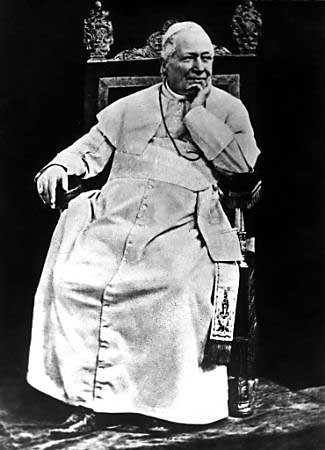
Pío IX, el último papa con poder territorial. En el Syllabus condenó el liberalismo.

### La cuestión social
Como respuesta al "mundo moderno", y particularmente al impacto de la primera revolución industrial en las clases populares (la llamada "cuestión social"), se fueron produciendo desde finales del siglo XIX diversas adaptaciones institucionales, pastorales y doctrinales en la Iglesia católica (doctrina social de la Iglesia). La presencia confesional de unas u otras Iglesias cristianas en distintos movimientos sociales del siglo XX ha sido significativa en algunos casos (pacifismo, Kirchenkampf durante el nazismo, movimiento por los derechos civiles en Estados Unidos, lucha contra el apartheid en Sudáfrica, Kirchliche Opposition al sistema comunista de la RDA, etc.). La revolución de 1968, cuyas bases eran más bien antirreligiosas, se dio simultáneamente a los movimientos teológicos del Concilio Vaticano II y la teología de la liberación. Fue destacado el papel de distintos movimientos confesionales en la caída de los regímenes comunistas (revolución de 1989).

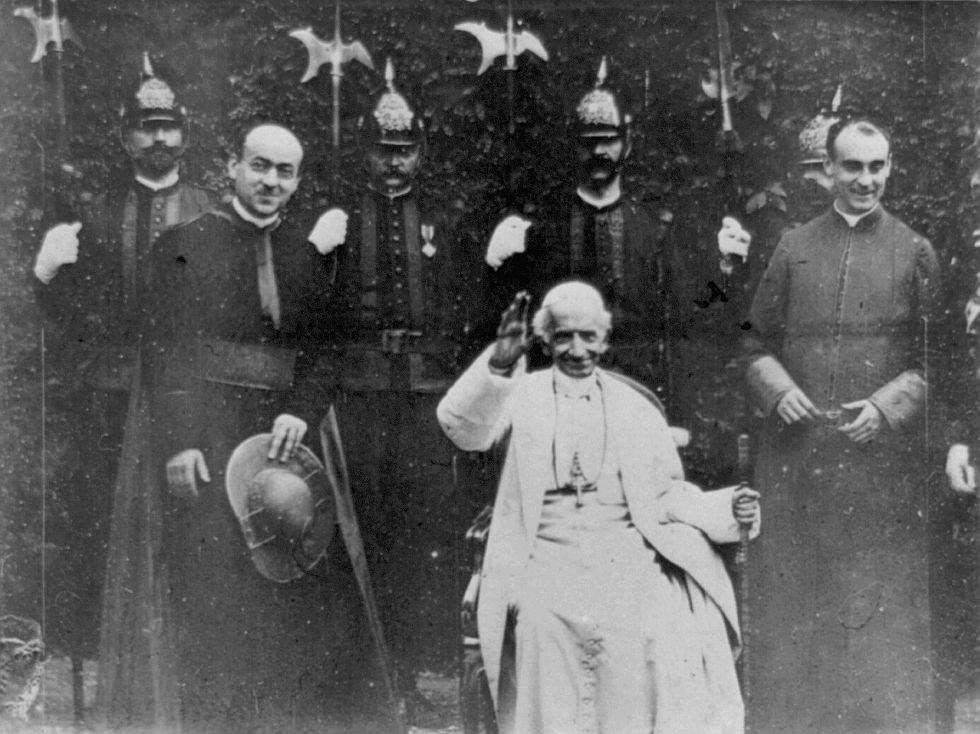
León XIII, en el Rerum novarum, inició la doctrina social de la Iglesia.
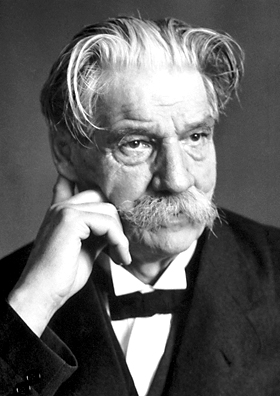
Albert Schweitzer, teólogo protestante franco-alemán y médico en África, premio Nobel de la Paz.
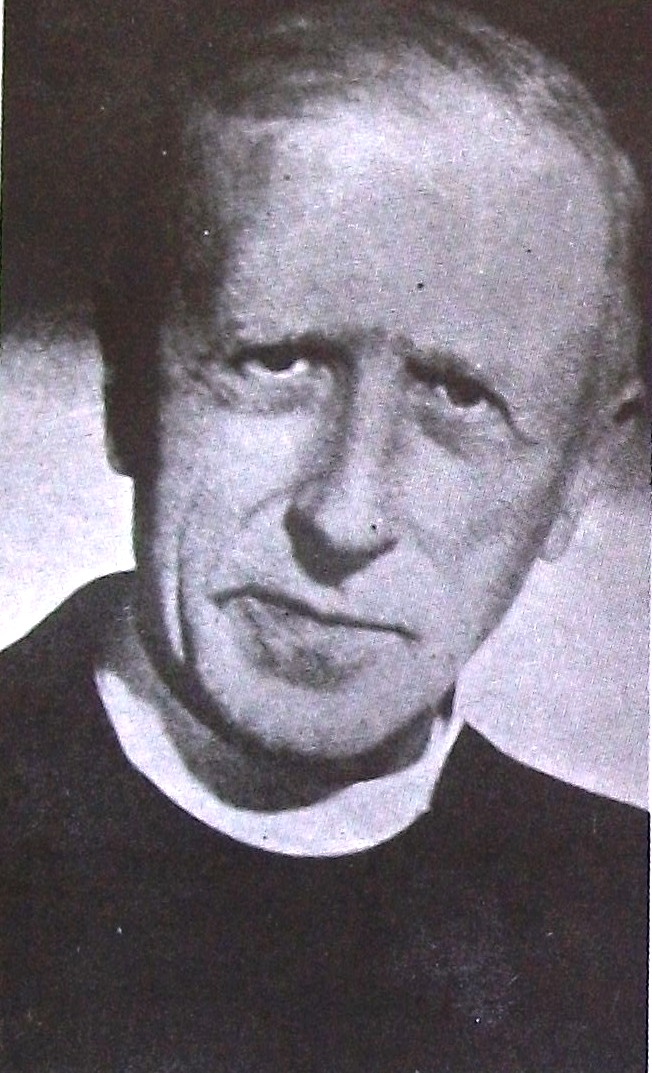
Teilhard de Chardin, jesuita, que procuró acercar el cristianismo a la ciencia evolucionista.
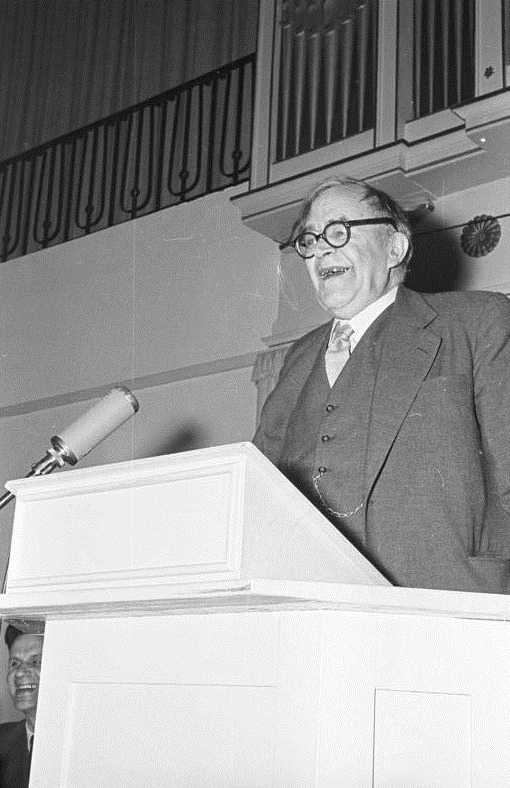
Karl Barth, iniciador de la teología dialéctica.
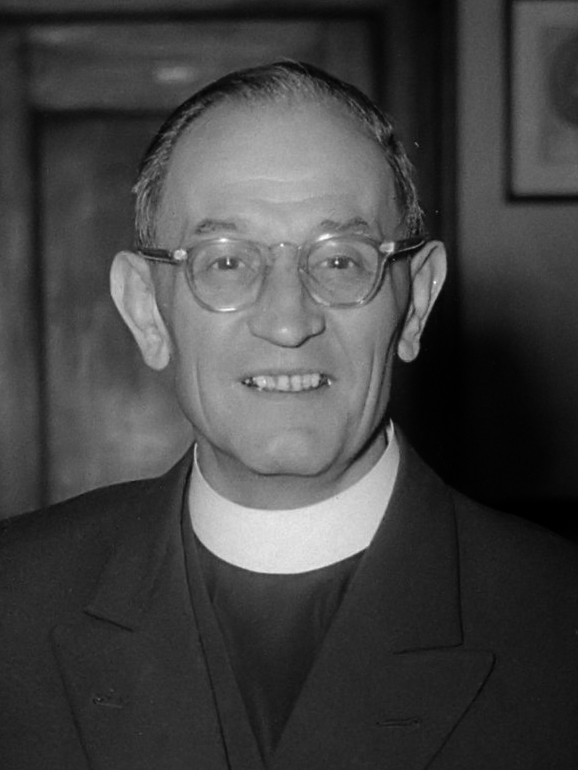
Martin Niemöller, cuya lapidaria descripción de la relación entre cristianismo y nazismo ha pasado a ser un tópico literario.